# Kołobrzeg
Kołobrzeg (niem. Kolberg) – miasto w północnej części województwa zachodniopomorskiego, w powiecie kołobrzeskim, u ujścia Parsęty do Morza Bałtyckiego, przy drodze krajowej  S11 i drodze ekspresowej nr S6. Czwarty ośrodek miejski województwa (pod względem liczby mieszkańców), uzdrowisko z dziesięcioma letnimi kąpieliskami morskimi.
Kołobrzeg ma 43 364 mieszkańców (30 czerwca 2024), będąc pod względem liczby ludności czwartym (po Szczecinie, Koszalinie oraz Stargardzie) miastem w województwie zachodniopomorskim, a także 99. spośród najludniejszych miast w Polsce.
W ujściu rzeki znajduje się port morski z funkcjami: handlową, pasażerską, rybacką i jachtową. W mieście i okolicach występują źródła wody mineralnej, solanki oraz pokłady borowiny. W Kołobrzegu leczy się głównie choroby górnych dróg oddechowych, krążenia i choroby stawów.
Kołobrzeg jest także regionalnym ośrodkiem kulturalnym. W okresie letnim odbywają się koncerty popularnych piosenkarzy, muzyków, kabaretów. Miasto jest siedzibą kapituły kolegiackiej diecezji koszalińsko-kołobrzeskiej Kościoła katolickiego.

## Położenie

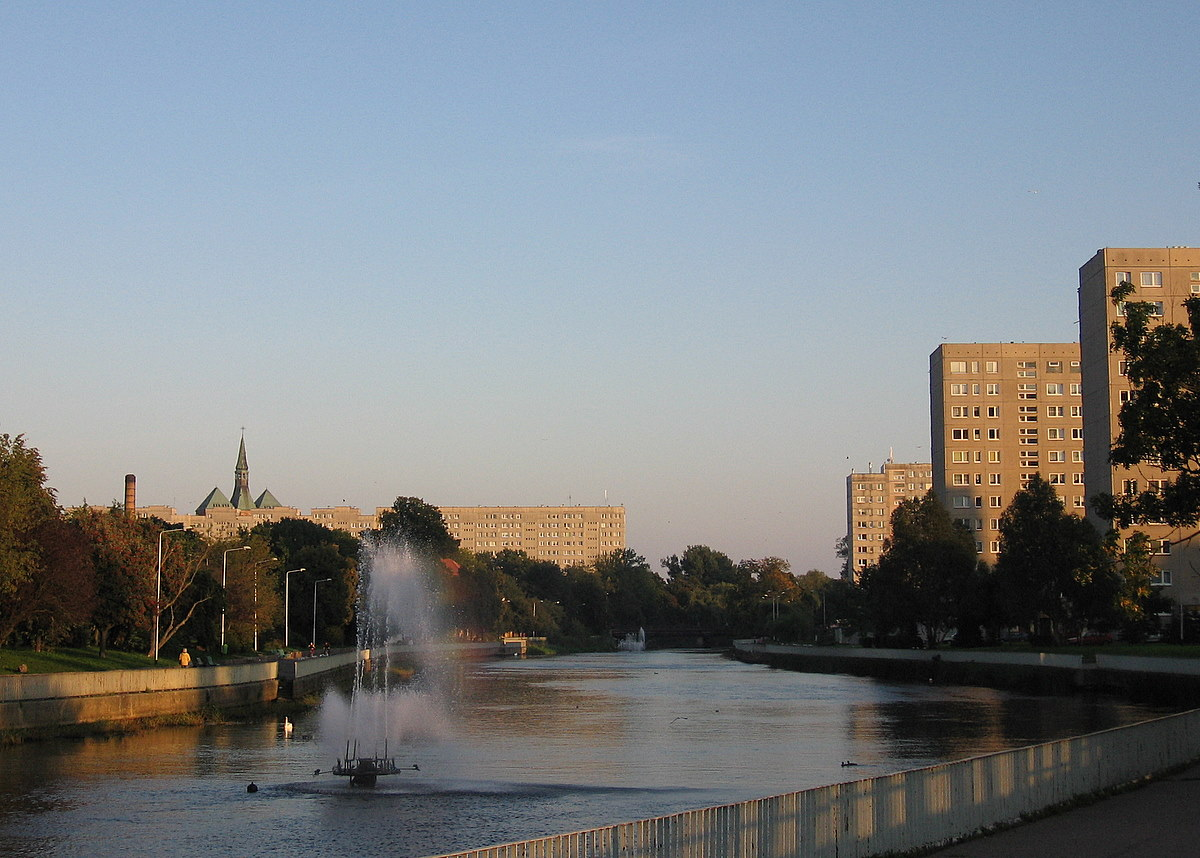
Zabudowa nad Parsętą

Kołobrzeg leży w środkowej części wybrzeża województwa zachodniopomorskiego, w północnej części powiatu kołobrzeskiego u ujścia rzeki Parsęty do Zatoki Pomorskiej. Miasto jest położone na pograniczu dwóch makroregionów Pobrzeża Szczecińskiego i Pobrzeża Koszalińskiego. Ujściowy odcinek doliny Parsęty i wschodnia część miasta należy do Wybrzeża Słowińskiego, natomiast zachodni kraniec Kołobrzegu należy do Wybrzeża Trzebiatowskiego.
Historycznie Kołobrzeg leży na Pomorzu Zachodnim, gdzie związany był z biskupim księstwem kamieńskim. Od 1815 roku w rejencji koszalińskiej, w prowincji Pomorze. W 1946 r. Kołobrzeg włączono do województwa szczecińskiego. W latach 1950–1975 należał do
województwa koszalińskiego (dużego), a w 1975–1998 woj. koszalińskiego (małego).
Miasto zajmuje powierzchnię 25,67 km² (1 stycznia 2012), stanowiąc 3,54% powierzchni powiatu kołobrzeskiego.
W rejestrze urzędowym wyróżnia się 8 części miasta: Kostrzewno, Lubinia, Lubostronie, Podczele, Przylaski, Radzikowo, Radzikowskie Przedmieście, Żółczyce.

## Środowisko naturalne
| Rodzaj                       | Powierzchnia | %      |
| ---------------------------- | ------------ | ------ |
| Użytki rolne                 | 610 ha       | 23,76% |
| Lasy i grunty leśne          | 142 ha       | 5,53%  |
| Pozostałe grunty i nieużytki | 1815 ha      | 70,71% |
| Σ                            | 2567 ha      | 100%   |

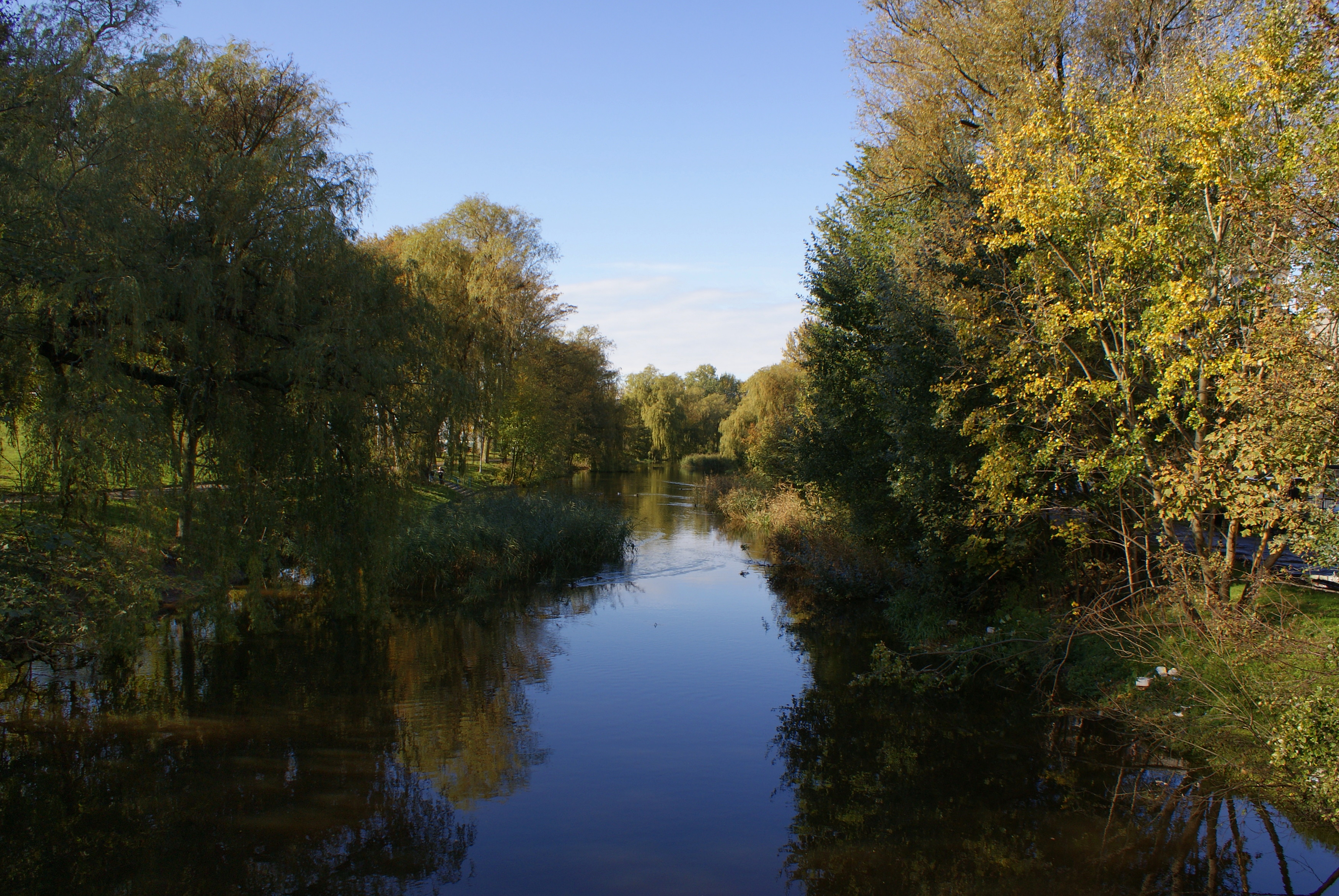
Kanał Drzewny z mostu ul. E. Łopuskiego

Przez środkową część miasta przepływa rzeka Parsęta wraz z jej odnogą rzeczną – Kanałem Drzewnym.
Miasto leży w dolinie rzeki Parsęty, która oddziela Wybrzeże Trzebiatowskie od Wybrzeża Słowińskiego.
Kołobrzeg położony jest na nizinnym i podmokłym obszarze zaplecza wydm nadmorskich. Około 3 km² zurbanizowanego obszaru miasta położone jest na wysokości 0–2,5 m, a wskutek tego zagrożone jest zalaniem przez podnoszący się poziom morza. Abrazja brzegu morskiego i zagrożenie powodzią sztormową jest przyczyną prowadzonych zabiegów ochrony wydm nadmorskich. Miasto jest przykładem silnej antropopresji obszarów nadbrzeżnych. Z powodu obecności obiektów infrastruktury wypoczynkowo-uzdrowiskowej, portowej i obiektów handlowych w strefie brzegowej nastąpiło całkowite przekształcenie i zanik naturalnych wydm nadmorskich po wschodniej części ujścia Parsęty. Po zachodniej stronie ujścia Parsęty na odcinku ok. 1,5 km znajduje się wysoki szeroki wał wydmowy. Wysoczyzna morenowa wschodniej części miasta osiąga wysokość 7–8 m n.p.m. Ograniczona od północy umocnionym brzegiem klifowym przechodzi bez wyraźnych krawędzi w dolinę przymorską.
Kołobrzeg położony jest na wschodnim skłonie antykliny Kołobrzegu, wysoko wypiętrzonej struktury permo-mezozoicznej pociętej siecią uskoków. Ze strukturą antykliny Kołobrzegu wiąże się występowanie wód mineralnych ujmowanych dla celów leczniczych. Są one, obok wysokiej jakości borowiny, podstawowym surowcem leczniczym decydującym o walorach uzdrowiskowych Kołobrzegu. Należą one do reliktowych wód mezozoicznych, ich zasoby odnawiają się drogą ascenzji wód słonych z poziomu triasowego i cechsztyńskiego wzdłuż linii tektonicznych.

### Przyroda

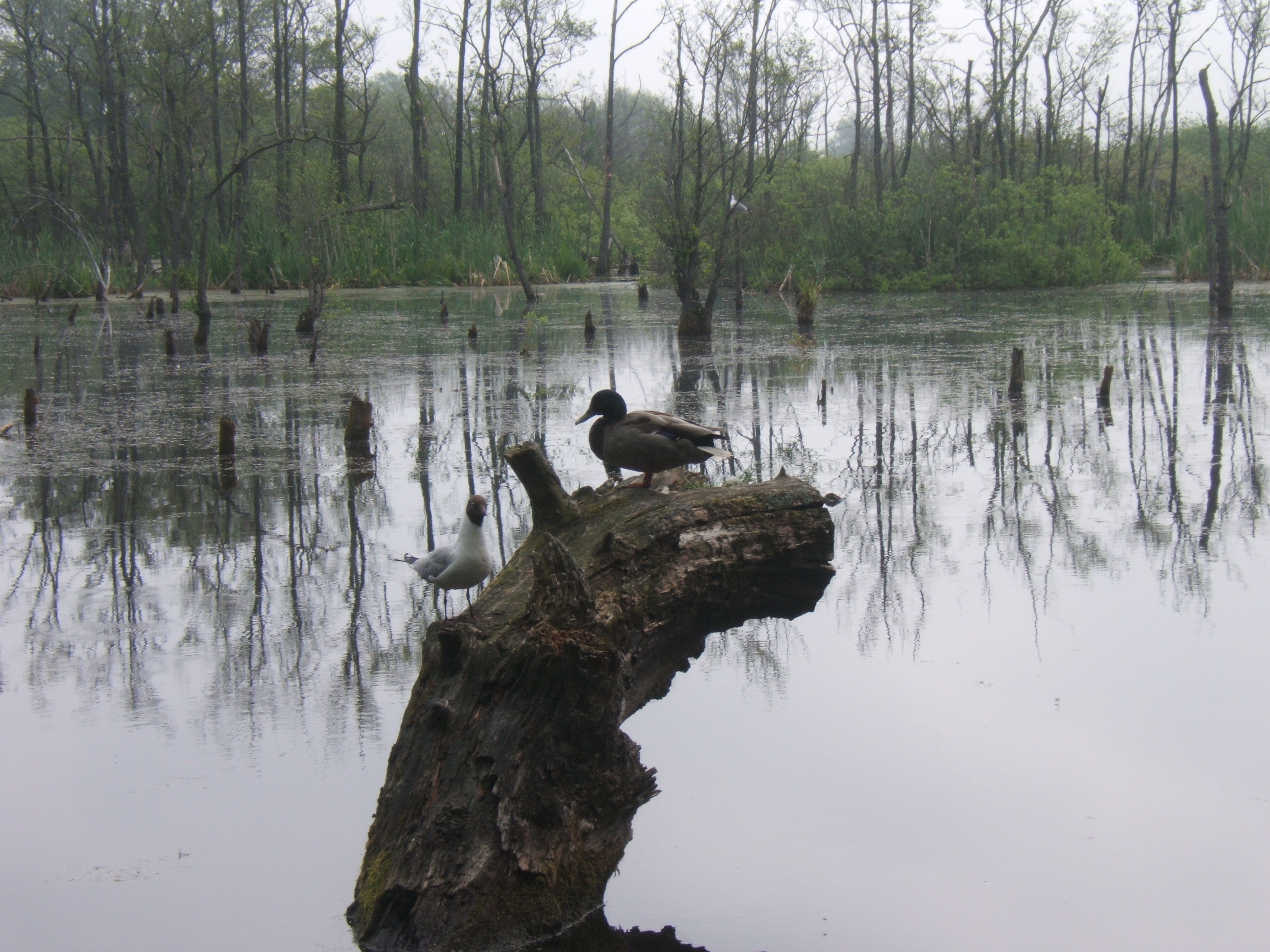
Ekopark Wschodni pod miastem

Według podziału geobotanicznego szaty roślinnej Polski, Kołobrzeg należy do strefy klimatycznej pobrzeża bałtyckiego w środkowoeuropejskiej prowincji niżowo-wyżynnej. Strefa Pobrzeże Południowobałtyckie charakteryzuje się zatorfionymi dolinami przymorskimi, wydmami z roślinnością piaskową oraz płaskimi płatami pomorskiej moreny dennej i wzgórzami moreny czołowej zajętymi przez lasy. Charakterystyczną roślinnością tej krainy są torfowiska wrzosowiskowe (właściwie wrzoścowe) oraz lasy bukowe i mieszane, olszyny, wilgotne bory sosnowe i lasy sosnowo-mieszane. Osobliwościami florystycznymi tych lasów są: jarząb szwedzki i wiciokrzew pomorski.

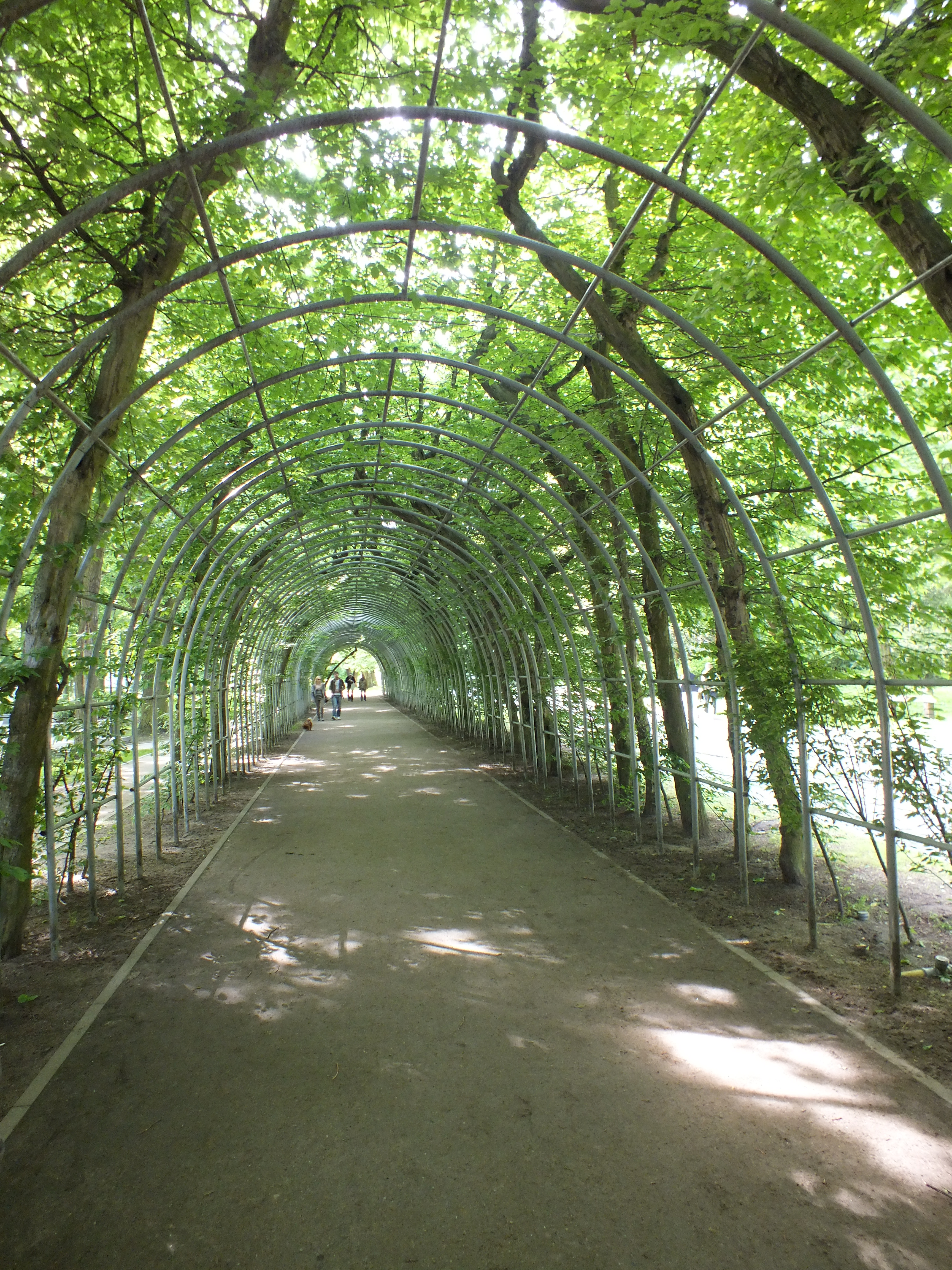
Kołobrzeski bindaż

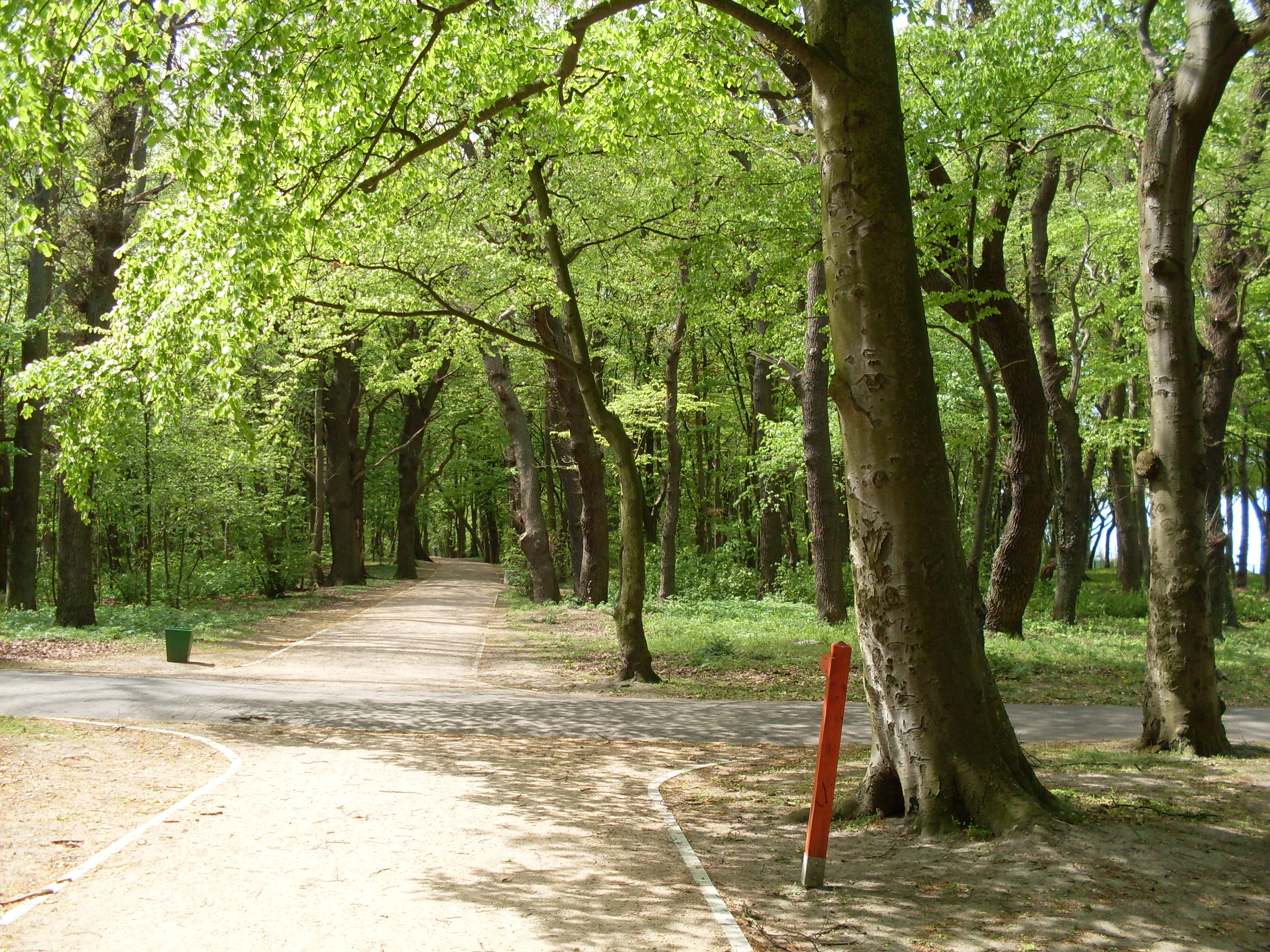
Park im. Stefana Żeromskiego

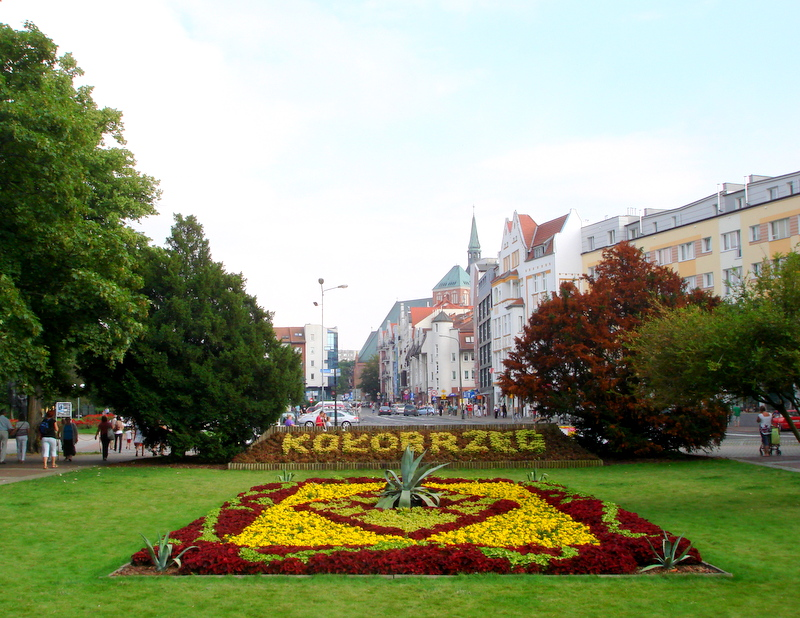
Plac 18 Marca

Władze miasta w 1996 roku objęły ochroną użytek ekologiczny Ekopark Wschodni w Podczelu, który jest zbiorowiskiem łąkowym i szuwarowym roślinności halofilnej z wieloma gatunkami słonorośli mających jedyne stanowisko w Polsce.
Część terenów miasta jest w granicach dwóch obszarów Natura 2000, tj. Trzebiatowsko-Kołobrzeski Pas Nadmorski oraz Dorzecze Parsęty. Północna część miasta (od ul. Grzybowskiej, Wolności, Kamiennej) należy do Koszalińskiego Pasa Nadmorskiego.
W mieście jest 6 parków o łącznej powierzchni 62,9 ha, z których największy Park im. Stefana Żeromskiego (31,1 ha) został założony w XIX wieku i stanowi nadmorski park zdrojowy uzdrowiska.

### Klimat
Kołobrzeg leży w krainie klimatycznej zwanej Pobrzeżem Kołobrzeskim w obrębie klimatów bałtyckich. Kołobrzeg posiada zróżnicowany klimat miejscowy. Można wyróżnić kilka mikroregionów klimatycznych: 1) klimat plaży, 2) klimat parku i lasu na wydmach na zachód od parku, 3) klimat terenów zabudowanych (centrum miasta i uzdrowisko), 4) klimat terenów zabagnionych i doliny Parsęty na południe od miasta, 5) klimat obszarów wysoczyznowych. Suma rocznych opadów w Kołobrzegu przekracza średnie dane liczbowe odnotowane dla kraju, a średnia roczna temperatura wynosi około 9 °C. Ze względu na klimat jest uzdrowiskiem i letniskiem polskiego wybrzeża.

## Uzdrowisko
W uzdrowisku prowadzone jest leczenie w następujących kierunkach: choroby ortopedyczno-urazowe, choroby układu nerwowego, choroby reumatologiczne, choroby kardiologiczne i nadciśnienie, choroby górnych dróg oddechowych, choroby dolnych dróg oddechowych, cukrzyca, otyłość, choroby endokrynologiczne, osteoporoza, choroby skóry.
Na terenie uzdrowiska są udokumentowane naturalne surowce lecznicze zaliczane do kopalin podstawowych: wody lecznicze i podziemne, peloid leczniczy (torf).
W Kołobrzegu znajdują się 24 zakłady lecznictwa uzdrowiskowego.

## Historia

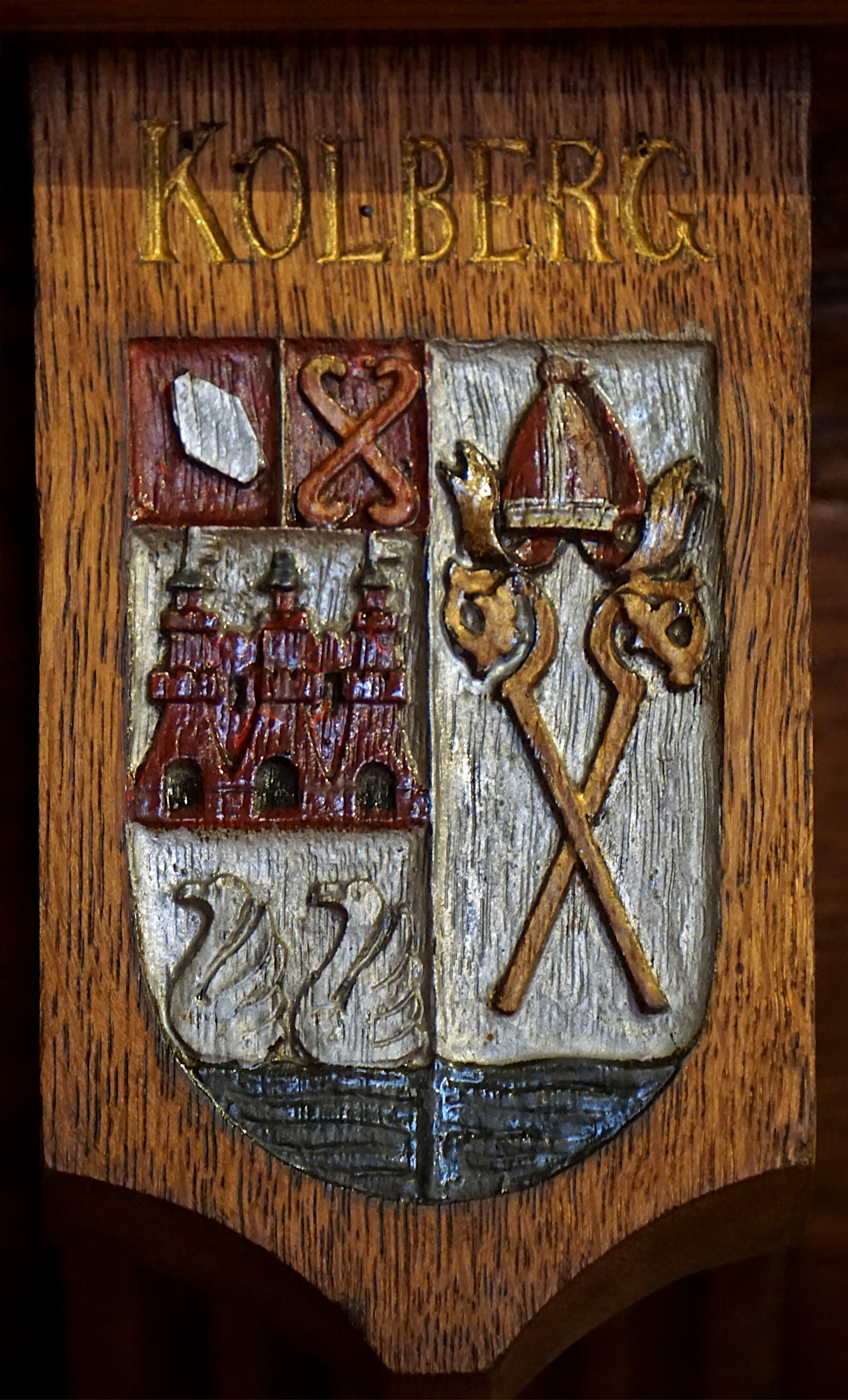
Herb Kołobrzegu w sali plenarnej staromiejskiego ratusza w Gdańsku

Mapa Kołobrzegu (1650)

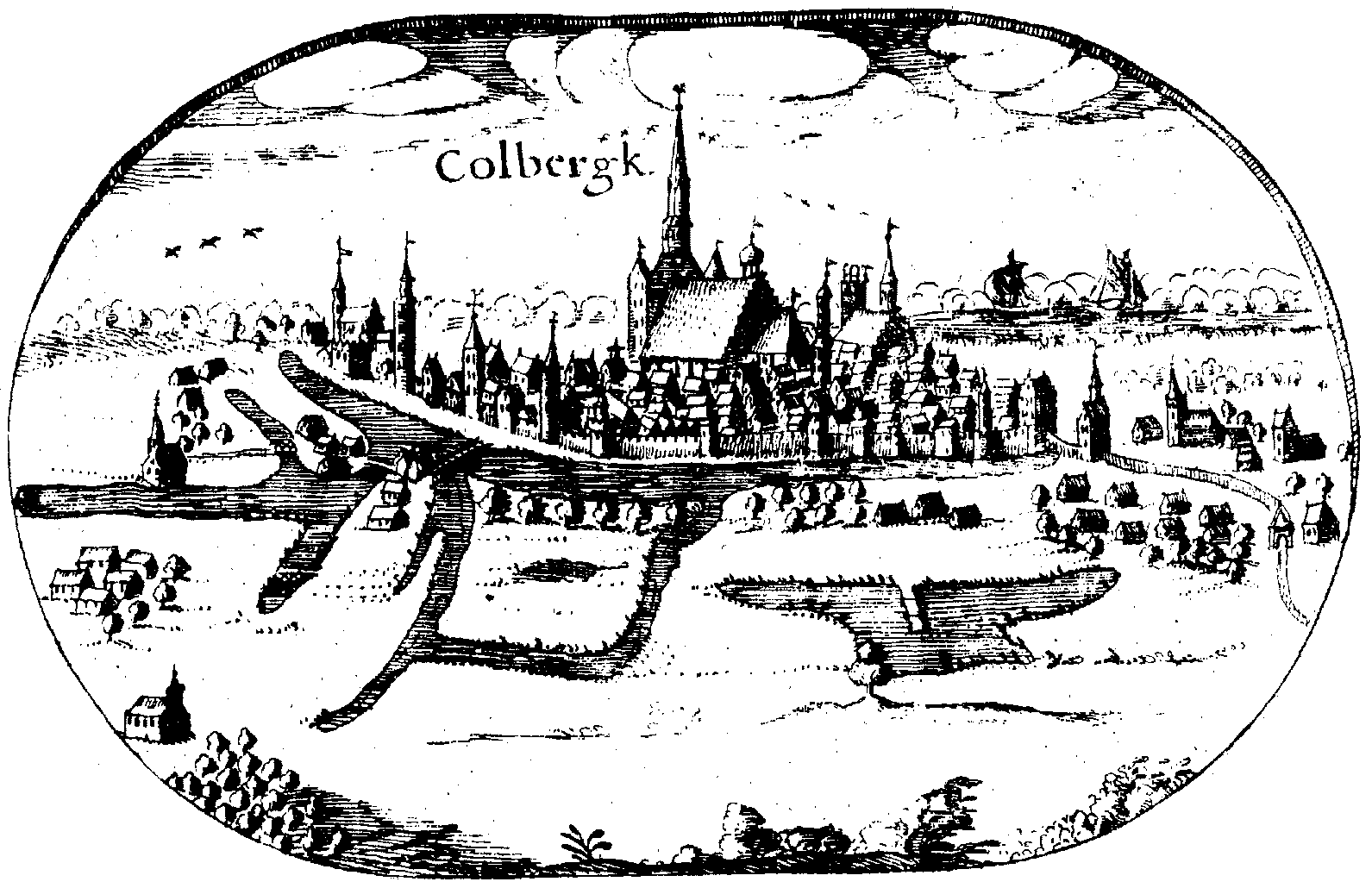
Panorama miasta z Wielkiej Mapy Księstwa Pomorskiego

Panorama Kołobrzegu, koniec XIX wieku

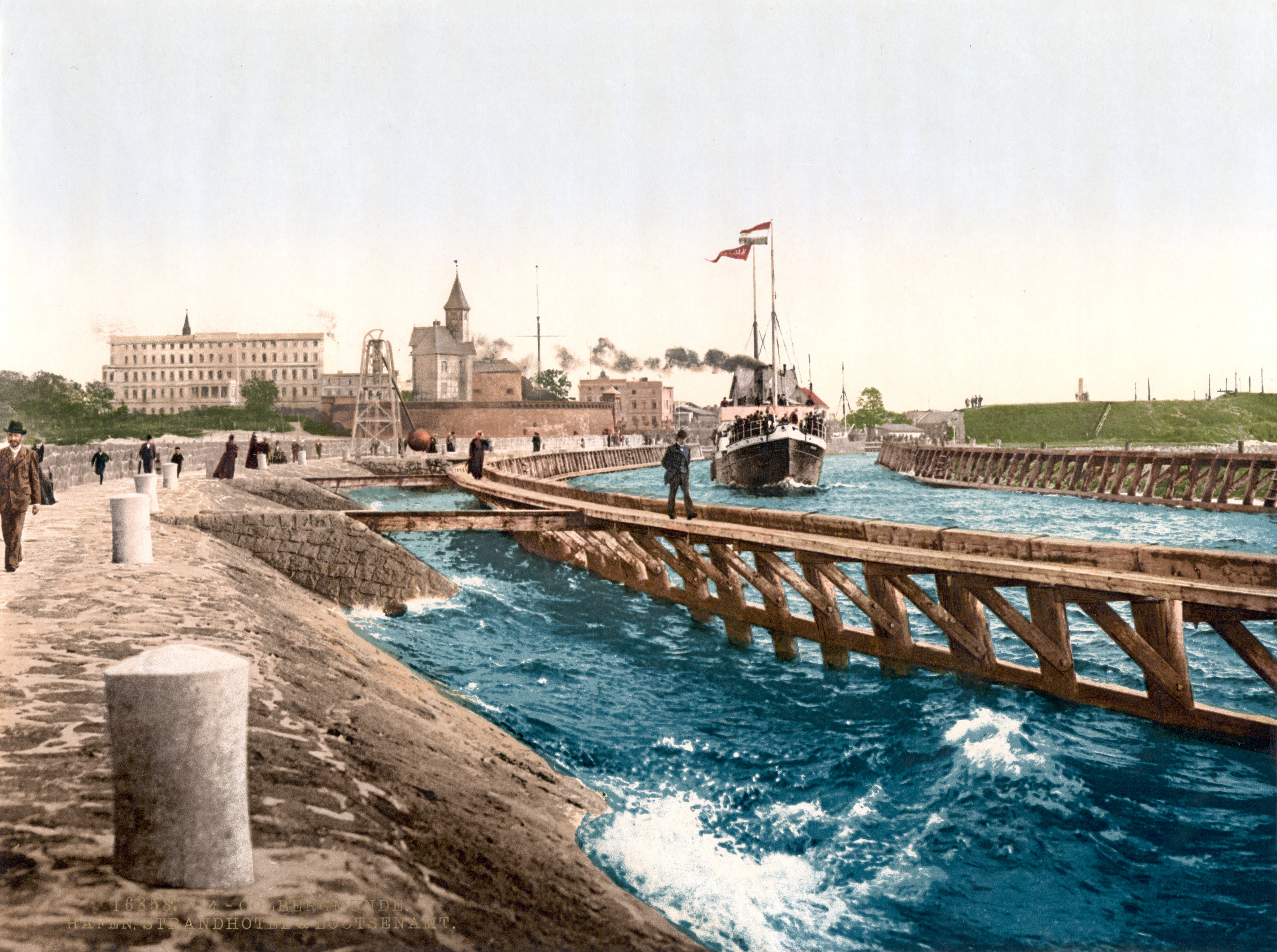
Falochron wschodni, wejście do portu ok. 1899 roku, w tle Strand Hotel i stacja pilotów

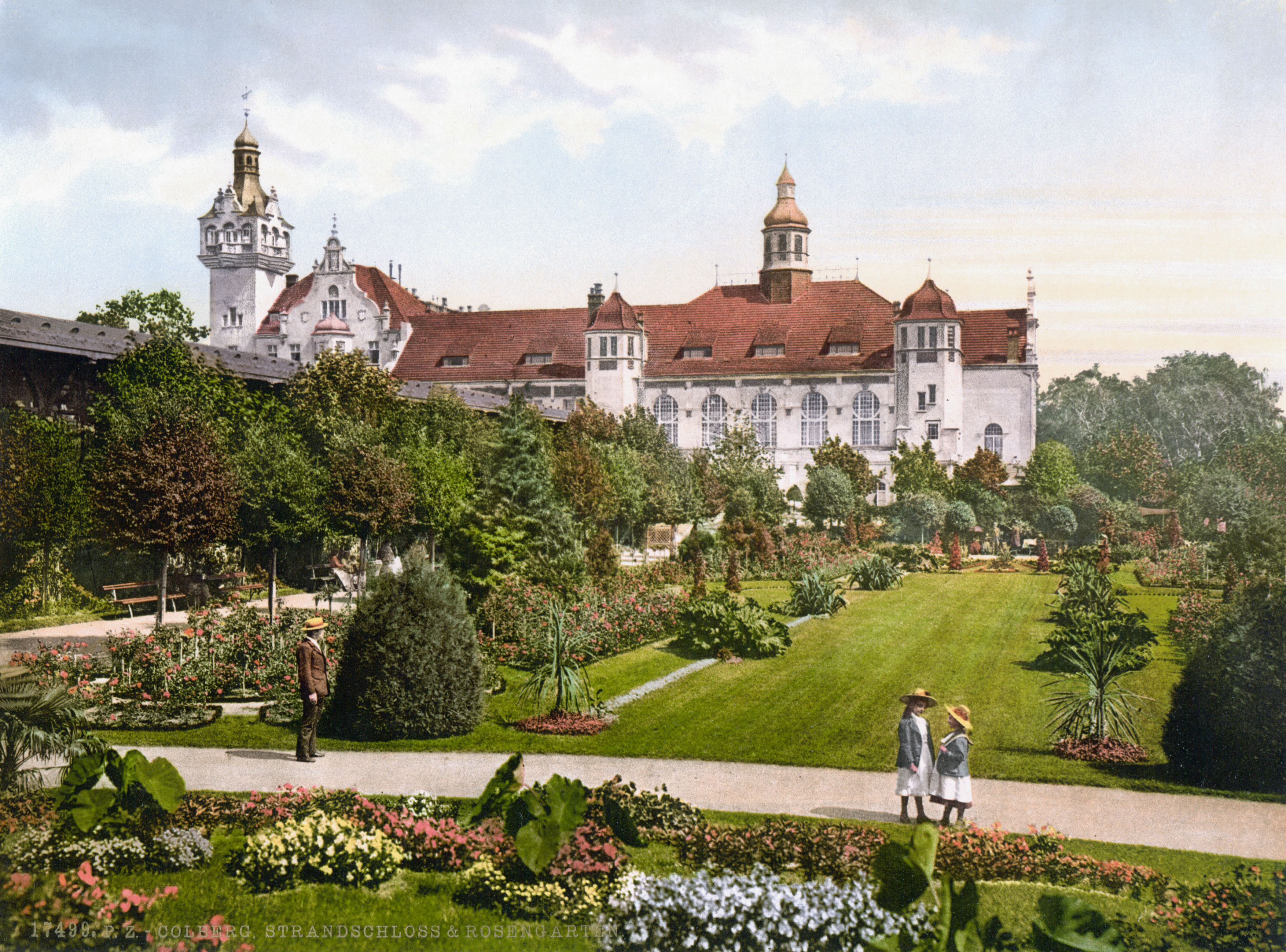
Ogród różany domu zdrojowego Strandschloss ok. 1900 roku

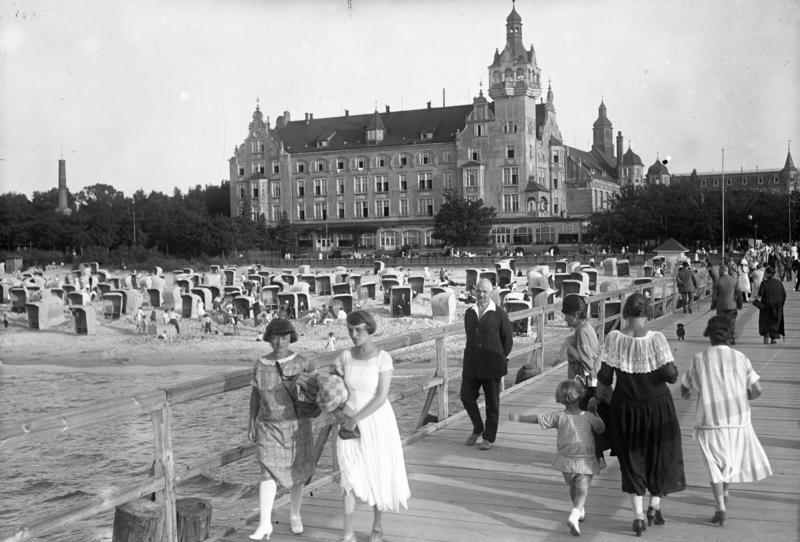
Dom zdrojowy Strandschloss w 1930 roku, zniszczony w 1945 roku, widok z molo

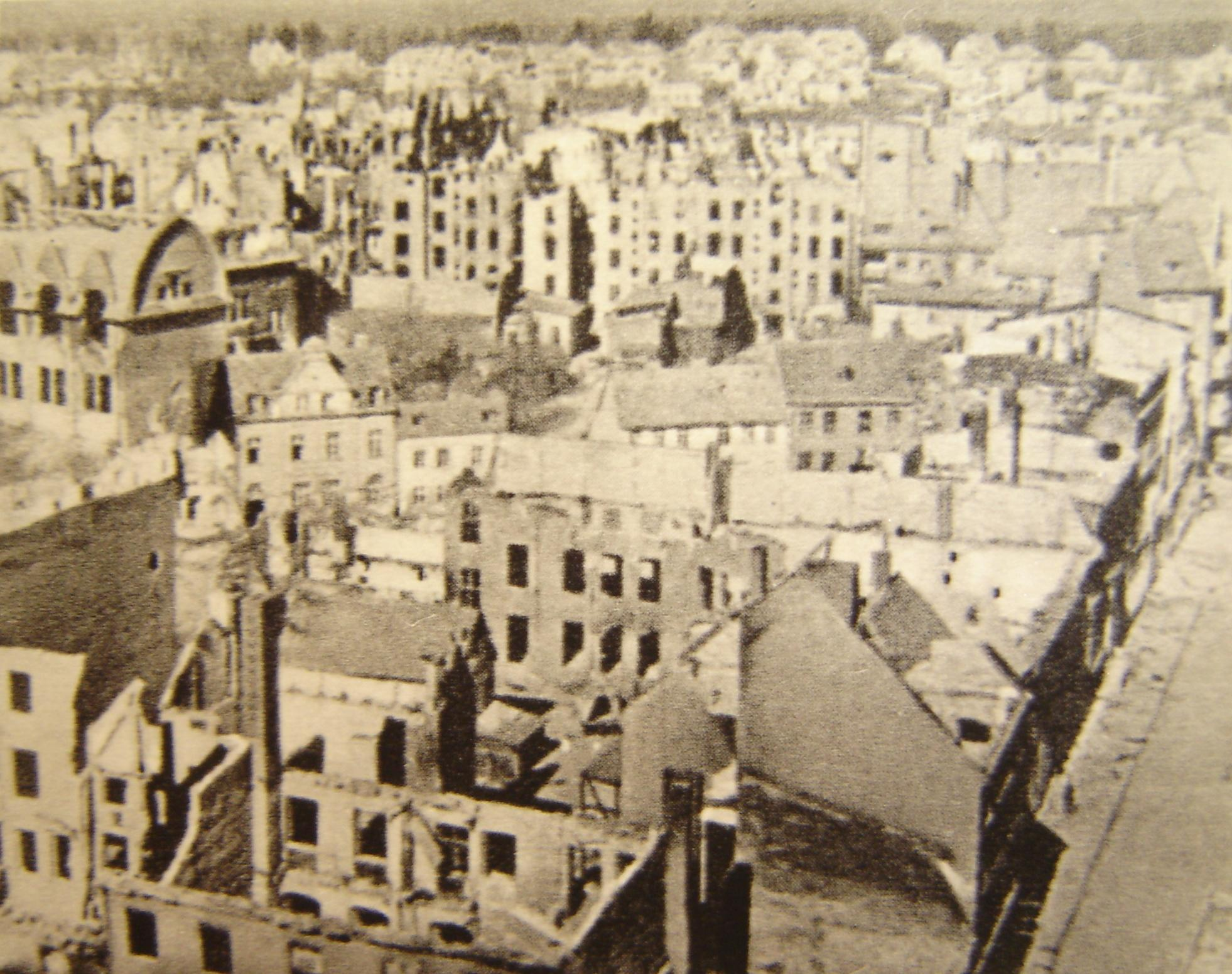
Panorama Kołobrzegu w 1945 roku

Na terenie Ziemi Kołobrzeskiej ślady obecności człowieka sięgają schyłku epoki lodowcowej – około 9 tys. lat p.n.e. – kiedy pojawiły się tu grupy łowców reniferów. W okresie mezolitu (8000–4000 p.n.e.) rozwijały się społeczności łowiecko-zbierackie, które z czasem adaptowały nowe elementy gospodarki rolniczej, przyniesione przez ludność neolityczną z południa. Około 5 tys. lat p.n.e. w środkowym pasie Pomorza zaczęli osiedlać się pierwsi rolnicy i hodowcy. Z tego czasu pochodzi też tzw. „Wenus z Kołobrzegu” – 12‑centymetrowa, unikatowa w skali Polski kamienna figurka datowana na ponad 6 tys. lat temu. W epoce brązu i wczesnej epoce żelaza rozwijało się osadnictwo ludności kultury łużyckiej, zastąpionej przez ugrupowania kultury pomorskiej. W okresie wpływów rzymskich lokalne osady utrzymywały kontakty handlowe z imperium, o czym świadczą znaleziska monet rzymskich i importowanych przedmiotów, m.in. z Dębczyna i okolic.
Kołobrzeg jest jedną z najstarszych osad na Pomorzu Zachodnim, która rozwinęła się dzięki wytwarzaniu w jej pobliżu soli. Za zalążek dzisiejszego miasta uznawany jest gród w Budzistowie, powstały ok. 880 roku, położony kilka kilometrów na południe od współczesnego Kołobrzegu. Od lat 80. X wieku w czasach Mieszka I podjęto rozbudowę grodu, wprowadzając do konstrukcji wałów charakterystyczne dla Piastów izbice. W 1000 roku Bolesław I Chrobry założył biskupstwo kołobrzeskie, właściwe terytorialnie dla całego Pomorza, którego biskupem został Reinbern; upadło ono w latach 1007–1013. W 1103 i 1107 miasto było najeżdżane przez Bolesława III Krzywoustego, który w 1122 doprowadził do ponownego chrztu mieszczan. Po jego śmierci w 1138 władcy Polski utracili władzę nad Kołobrzegiem, który wszedł w skład księstwa pomorskiego. W XIII wieku Kołobrzeg dostał się pod kuratelę biskupów kamieńskich. W 1255 roku książę Warcisław III i biskup kamieński na północ od osady w Budzistowie lokowali nowe miasto na prawie lubeckim. W II połowie XIII w. rywalizacja handlowa tych ośrodków doprowadziła do upadku starego Kołobrzegu. Od XIV wieku miasto było członkiem bałtyckiej Hanzy, w następnym wieku toczyło zwycięskie wojny z sąsiednimi miastami oraz z biskupstwem kamieńskim. W 1564 roku cech kowali zagwarantował w statucie, że nie będzie przyjmował słowian.
W 1653 miasto przejęła Brandenburgia, zamieniając je w twierdzę. Od tego czasu miasto wyczerpane wojną trzydziestoletnią i peryferyzacją zaczęło podupadać. W 1761 podczas wojny siedmioletniej miasto zdobyli Rosjanie.
W 1807 twierdzę Kołobrzeg (niem. Festung Kolberg) oblegały wojska napoleońskie. Polskie oddziały na Kołobrzeg prowadził płk Sułkowski. Komendantem twierdzy był hrabia pruski, major Gneisenau. Miasto broniło się aż do podpisania traktatu pokojowego w Tylży, który zakończył wojnę. Wydarzenie to urosło w Prusach do rangi legendy. Major Gneisenau otrzymał awans na podpułkownika i zyskał sławę jako dowódca.
W 1830 powstał pierwszy zakład kąpieli solankowych.
W 1859 Kołobrzeg uzyskał połączenie kolejowe ze Szczecinem i Gdańskiem. Szybki rozwój uzdrowiska nastąpił po utraceniu przez miasto statusu twierdzy. W 1899 został otwarty dom zdrojowy Strandschloß.
Decyzją króla Prus Wilhelma I twierdza została zlikwidowana w 1872 roku, rozpoczęła się rozbiórka fortyfikacji, stopniowo zmieniając charakter miasta. W tym samym roku weszło do powiatu Kolberg-Körlin.
W 1911 miasto uzyskało rangę kurortu. W czasie I wojny światowej Kołobrzeg wraz ze swoimi sanatoriami i domami wypoczynkowymi przekształcił się w wielki szpital wojskowy.
12 lutego 1919 Kołobrzeg stał się kwaterą główną naczelnego dowództwa armii niemieckiej z feldmarszałkiem Hindenburgiem na czele.
W 1920 roku miasto zostało wyłączone z powiatu Kolberg-Körlin, stając się odtąd powiatem grodzkim w rejencji koszalińskiej.
W 1933 roku dużą liczbę głosów otrzymała w nim NSDAP Adolfa Hitlera, który został honorowym obywatelem miasta.
W listopadzie 1944 roku rozkaz Hitlera ogłosił ponownie Kołobrzeg twierdzą. W mieście znajdowało się wówczas 85 tys. mieszkańców i uchodźców, bronionych przez garnizon w sile 3 tys. żołnierzy. Pierwszy atak na twierdzę Armia Czerwona (1 Gwardyjska Armia Pancerna) przypuściła 4 marca 1945. Po kilku dniach do walki weszła 6 Dywizja Piechoty Wojska Polskiego, 3 Dywizja Piechoty i pododdziały saperów.
Po 14 dniach walki, 18 marca 1945 Kołobrzeg został zdobyty przez I Armię Wojska Polskiego pod dowództwem gen. Stanisława Popławskiego i wojska I Frontu Białoruskiego pod dowództwem marszałka Gieorgija Żukowa. Szczególnie ciężkie walki prowadzono o koszary w południowo-zachodniej części miasta, Stare Miasto, parowozownię. Punktem zwrotnym było ściągnięcie ze zdobytego wcześniej Koszalina baterii katiusz, po 60 seriach wystrzelonych w kolegiatę (960 rakiet) została ona zniszczona, a oddziały polskie mogły wejść do śródmieścia. Ostatnim punktem oporu Niemców był Fort Ujście, na którym obecnie stoi wieża latarni morskiej. Część żołnierzy niemieckich, jak też 70 tys. cywili zdołano ewakuować drogą morską do Świnoujścia. Poległo 2300 żołnierzy niemieckich.
Podczas działań wojennych w 1945 roku, znanych jako Bitwa o Kołobrzeg, miasto zostało zniszczone w 95%.
18 marca 1945 roku odbyły się w Kołobrzegu zaślubiny Polski z morzem. Obrzędu tego dokonał żołnierz – kapral Franciszek Niewidziajło (w 1963 roku wzniesiono przy Alei Nadmorskiej Pomnik Zaślubin Polski z Morzem).
W 1945 roku zbudowano na starym XVIII-wiecznym forcie Ujście latarnię morską będącą jednocześnie pomnikiem poległych w walkach o miasto żołnierzy polskich i radzieckich. Na tarasie fortu utworzono mały cmentarz, gdzie złożono ekshumowane z różnych miejsc ciała poległych żołnierzy. W 1953 roku część, a w 1963 roku resztę prochów przeniesiono na Cmentarz Wojskowy. W 1948 roku na Placu 18 Marca również wzniesiono pomnik ku czci poległych żołnierzy polskich i radzieckich.
W latach 1959–1972 miasto nie należało, ale było siedzibą władz gromady Kołobrzeg.
W 1967 roku Kołobrzeg otrzymał formalnie status uzdrowiska.
W 1975 miasto zostało odznaczone Krzyżem Komandorskim Orderu Odrodzenia Polski.
W 1977 roku, przy zbiegu ulic Kasprowicza i Grottgera, wzniesiono przed ówczesnym Zespołem Szkół Medycznych pomnik – obelisk Wandy Wasilewskiej.
W latach 1950–1975 oraz do 1998, Kołobrzeg był trzecim co do wielkości miastem województwa koszalińskiego. W 1998 w Kołobrzegu odnotowano największą liczbę ludności – 48 tys. ludzi. Od 1999 roku siedziba powiatu w granicach województwa zachodniopomorskiego. 30 września 2006 r. Kołobrzeg otrzymał Honorową Flagę Rady Europy.
W 2012 r. Kołobrzeg (Marine Hotel, a dla dziennikarzy i zaplecza organizacyjnego Sand Hotel) był centrum pobytowym na Euro 2012 reprezentacji Danii.
1 stycznia 2025 roku zmianie uległy granice miasta. Przyłączono tereny o powierzchni 121,74 ha.

## Toponimia

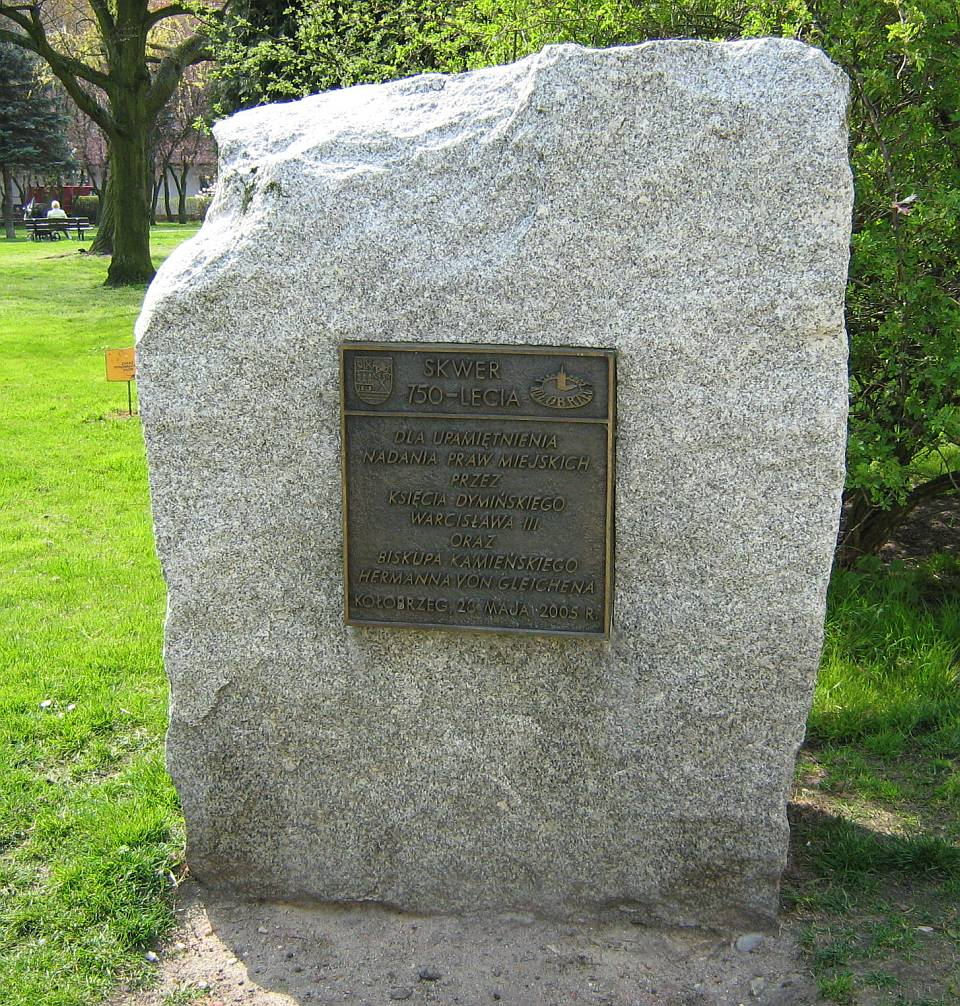
Tablica upamiętniająca 750-lecie uzyskania praw miejskich

Nazwa miejscowości wzmiankowana była po raz pierwszy w formie salsae Cholbergiensis w pochodzącej z początków XI wieku kronice Thietmara z Merseburga, w której pod rokiem 1000 zapisano, że biskupem miejscowego kościoła został Reinbern i podlegał on arcybiskupowi Radzimowi. Łacińskie salsa wskazuje, że była to pierwotnie osada warzelników soli. W żywocie świętego Ottona z XII wieku zanotowano formę Colbrege. Nazwa w formie Cholbreg pojawia się także w Kronice Galla Anonima. Na przestrzeni lat występowały znaczne wahania pisowni, m.in. Colbreg (1140), Coluberch (1159), Choleberch (1175), Choleberge (1180), Colubriech (1184), Cholberge (1253). W języku niemieckim nazwa utrwaliła się w formie Colberg, później Kolberg. W języku polskim notowano m.in. formy w Kolbrzegu, do Kolberka (1659-65) oraz do Kolberga (1809). W wydanym w 1883 roku IV tomie Słownika Geograficznego Królestwa Polskiego miasto występuje pod polską nazwą Kołobrzeg. Forma ta była powszechnie stosowana także w okresie międzywojennym, m.in. na polskich mapach wojskowych. W 1945 roku po objęciu miasta przez polską administrację używaną urzędowo była nazwa Kołobrzeg. Została ona oficjalnie zatwierdzona 19 maja 1946 roku.
Nazwa miasta pochodzi od prasłowiańskich apelatywów *kolъ ‘pal’ i *bergъ ‘brzeg’, też ‘wzgórze’. Określała ona pierwotnie miejsce opalisadowane nad brzegiem lub na wzniesieniu. Niektórzy badacze rekonstruują nazwę jako *Gol-o-bregъ, z pierwszym członem wywodzącym się od prasłowiańskiego *golъ, czyli ‘goły, nieporośnięty, bezleśny’. Mało prawdopodobna jest hipoteza, która łączy nazwę z przyimkiem koło ‘obok, przy’ i brzeg. Porównanie z nazewnictwem całej Słowiańszczyzny pokazuje, że nie tworzono takich nazw pośród nazw od wyrażeń przyimkowych typu Podgóra, Zalas. Przytaczana jest także wersja, według której nazwa oznaczała pierwotnie ‘brzeg z kołem, drągiem’ i odnosiła się do organizacji nadbrzeżnej służby sygnałowej i ostrzegawczej przez stawianie drągów do zawieszania znaków. Nazwa niemiecka powstała poprzez zastąpienie drugiego członu przez apelatyw Berg ‘góra’ i opuszczenie spójki -o-.

## Architektura i urbanistyka
| Panorama Kołobrzegu z kawiarni „Widokówka” w sanatorium „Perła Bałtyku” (dawniej „Kombatant”) |

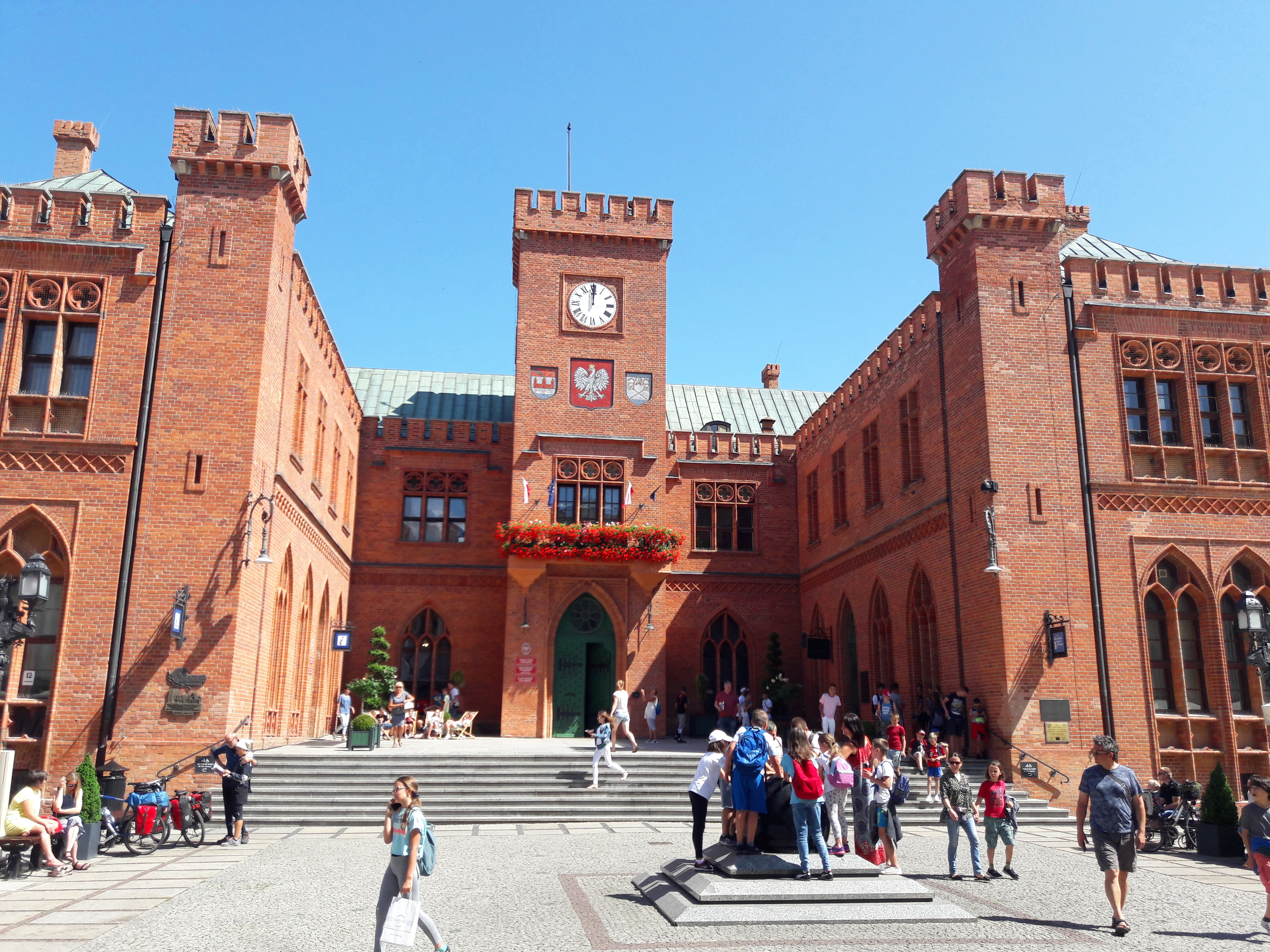
Neogotycki Ratusz (1829–1832)

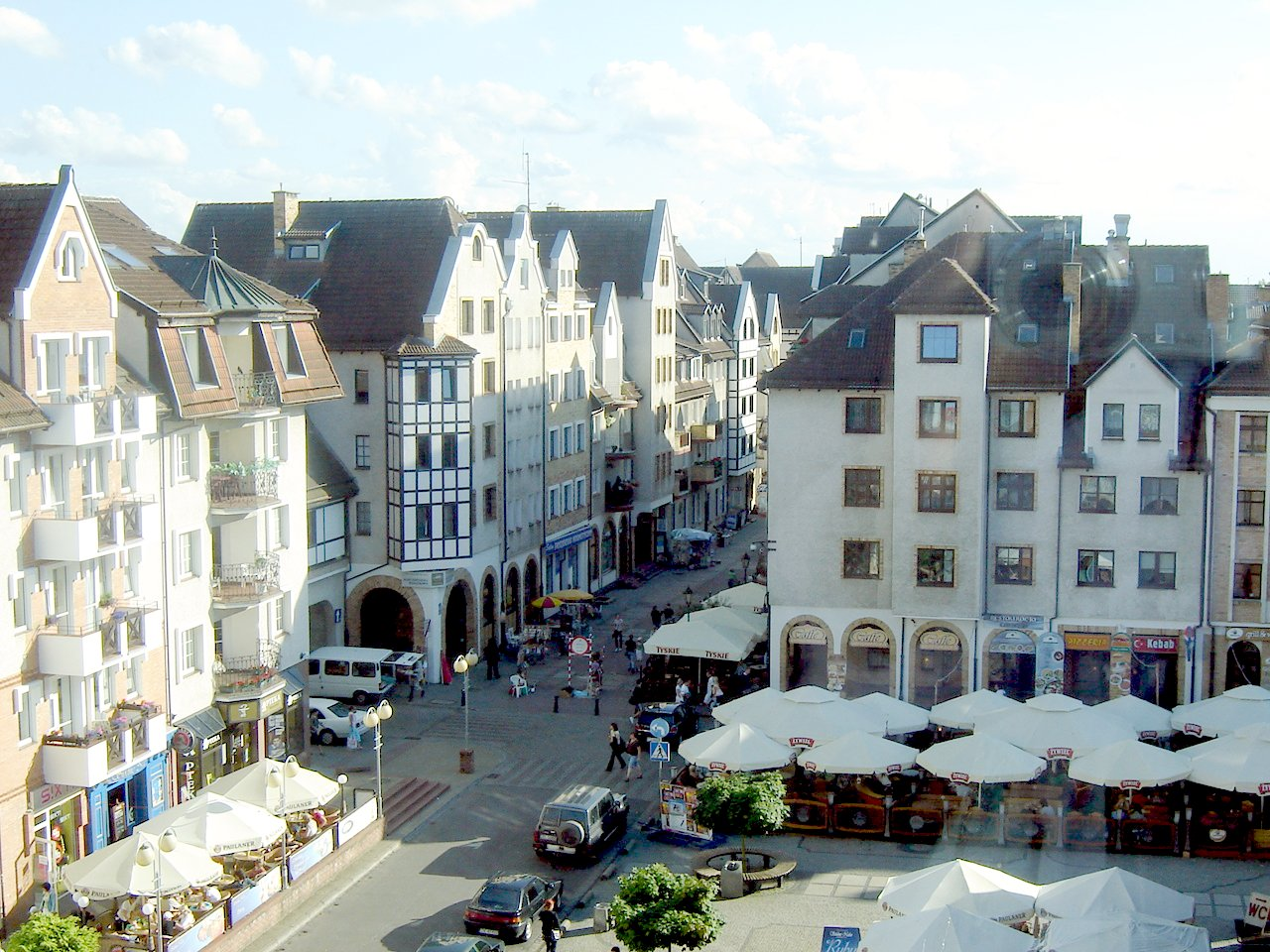
Kamienice przy placu Ratuszowym

Jednym z nadmorskich obiektów jest kołobrzeskie molo, które ma długość 220 metrów i jest najdłuższym żelbetowym molem w Polsce. Kolejnym charakterystycznym obiektem dla tego nadmorskiego miasta jest latarnia morska wybudowana w 1946 r. na miejscu poprzedniej wysadzonej w marcu 1945 r. przez wojska niemieckie. Wzdłuż kołobrzeskiej plaży zbudowano Bulwar Jana Szymańskiego.
Kołobrzeg jest na liście miast Europejskiego Szlaku Gotyku Ceglanego. Najlepszym przykładem architektury gotyckiej w mieście jest bazylika mariacka oraz Baszta Lontowa.
Architektura neogotycka to przede wszystkim ratusz miejski, gmach kołobrzeskiej poczty oraz kościół rektoralny Niepokalanego Poczęcia NMP.
Przykładem stylu modernistycznego jest kościół pw. Podwyższenia Krzyża Świętego.
Po ustaniu działań wojennych w gruzach leżało prawie 90% budynków Kołobrzegu. Niektóre obiekty udało się odremontować, ale na większości odgruzowanego terenu postawiono bloki z wielkiej płyty. Dopiero w latach 80. zaczęto przebudowę centrum. Wokół dawnego Rynku i katedry powstała nowa dzielnica, która nie odtwarzała ani dawnych podziałów własnościowych, ani też przedwojennej zabudowy, lecz była raczej próbą stworzenia nastroju staromiejskiego.
Tereny kolejowe oddzielają uzdrowisko od miasta, stanowią barierę przestrzenną w rozwoju układu miejskiego. Przed wojną pomimo istnienia portu Meikuhle – park zdrojowy położony na lewym brzegu Parsęty miał w sezonie stałe połączenie z częścią prawobrzeżną kurortu – tereny uzdrowiskowe rozciągały się po obydwu brzegach rzeki.
Dawny układ fortyfikacji został wchłonięty przez miasto w XIX wieku. Tradycja twierdzy – miasta obronnego jest utrwalona w jego strukturze przestrzennej. Tereny koszar i poligonów otaczają miasto kręgiem podobnie jak niegdyś fortyfikacje. Ich niedostępność spowodowała współcześnie powstanie nowych przedmieść – osiedli zabudowy jednorodzinnej w zupełnej izolacji od układu miejskiego.

## Demografia
Kołobrzeg ma 43 364 mieszkańców (30 czerwca 2024).
Struktura demograficzna mieszkańców Kołobrzegu (31 grudnia 2007):
| Opis                                | Ogółem | Ogółem | Kobiety | Kobiety | Mężczyźni | Mężczyźni |
| ----------------------------------- | ------ | ------ | ------- | ------- | --------- | --------- |
| Jednostka                           | osób   | %      | osób    | %       | osób      | %         |
| Populacja                           | 44 889 | 100    | 23 806  | 53,03   | 21 083    | 46,97     |
| Wiek przedprodukcyjny (0–17 lat)    | 7817   | 17,41  | 3764    | 8,39    | 4053      | 9,03      |
| Wiek produkcyjny (18–65 lat)        | 29 720 | 66,21  | 14 949  | 33,3    | 14 771    | 32,91     |
| Wiek poprodukcyjny (powyżej 65 lat) | 7352   | 16,38  | 5093    | 11,35   | 2259      | 5,03      |

## Gospodarka

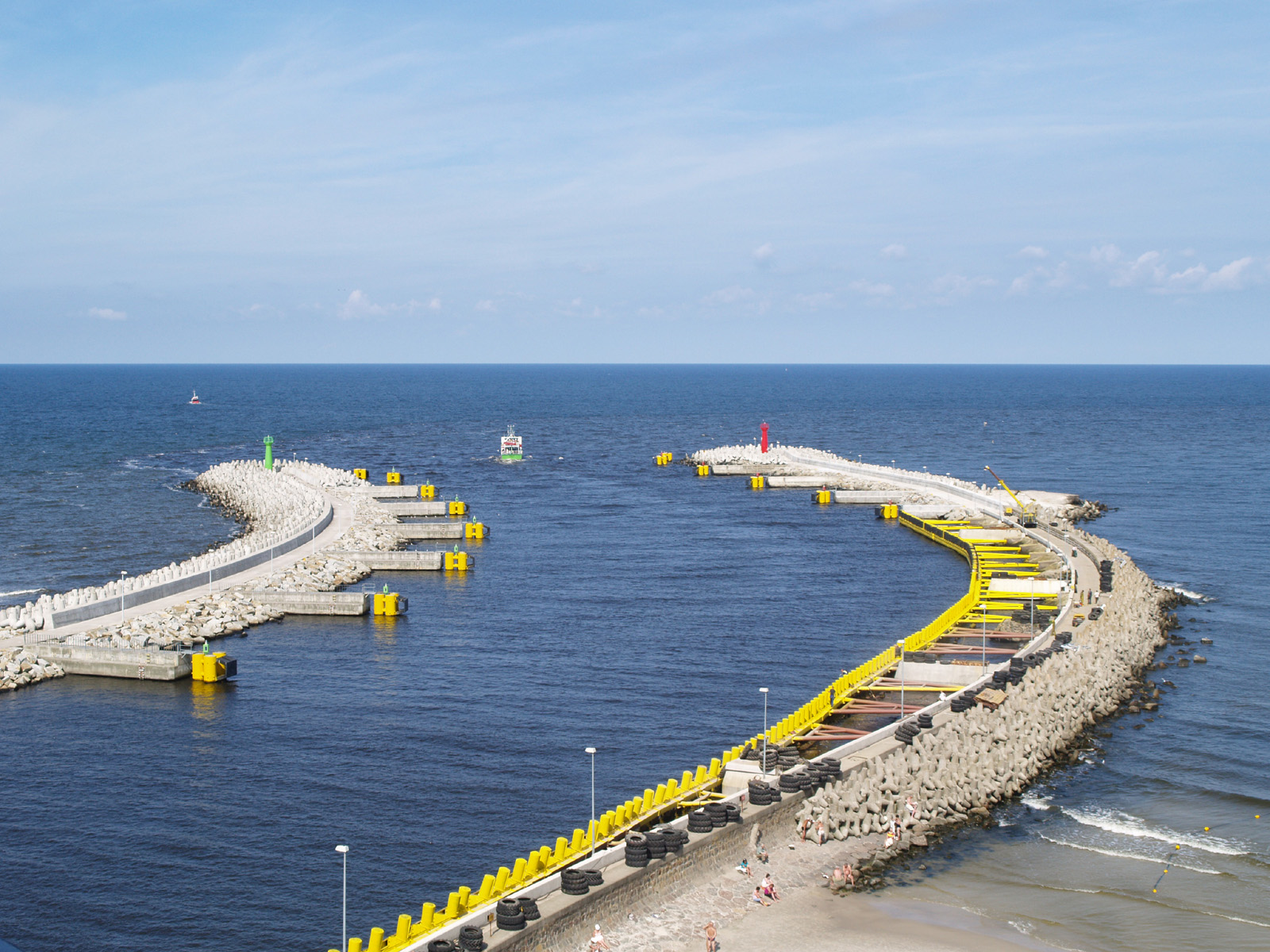
Falochrony portowe, wejście do portu morskiego Kołobrzeg

Funkcja portowa jest najstarszą funkcją miastotwórczą Kołobrzegu, choć miasto rozwijało się w oderwaniu od portu. Dzisiaj tereny portowe, miejskie i uzdrowiskowe zlewają się ze sobą.
W mieście działa port handlowy z funkcją rybacką, jachtową oraz z przystanią pasażerską (Polska Żegluga Bałtycka). Część obiektu stanowi port wojenny. Port handlowy w Kołobrzegu ma znaczenie regionalne; obroty ładunkowe w 2003 r. wynosiły 150,8 tys. ton. W okresie przedwojennym port kołobrzeski miał prawie dwukrotnie wyższe obroty ładunkowe tj. 234,2 tys. ton. Flota rybacka w 2004 r. Kołobrzegu składała się ze 114 jednostek
W Kołobrzegu funkcjonuje morskie przejście graniczne. Ruch graniczny w porcie wyniósł w 2003 roku 9714 osób.
W 2008 roku Kołobrzeg miał 9181 prywatnych podmiotów gospodarczych, z czego 7456 stanowiły osoby fizyczne prowadzące działalność gospodarczą, 67 spółdzielnie oraz 101 spółki handlowe z udziałem kapitału zagranicznego.
W listopadzie 2017 r. w powiatowym urzędzie pracy było zarejestrowanych 780 mieszkańców Kołobrzegu, 2,8% osób w wieku produkcyjnym
W Kołobrzegu butelkuje się wodę mineralną z okresu lodowcowego oraz sprzed czwartorzędu

## Transport

### Transport drogowy
Z Kołobrzegu wychodzi droga krajowa nr 11 oraz 2 drogi wojewódzkie.
Od południa do centrum Kołobrzegu wchodzi droga wojewódzka nr 102, która ok. 2,5 km przed Kołobrzegiem odbiera także ruch drogi wojewódzkiej nr 162. Droga nr 102 stanowi w mieście ciąg ulic: 6 Dywizji Piechoty, Trzebiatowska oraz Kamienna, a następnie łączy się drogą krajową nr 11, tj. ulica Koszalińska biegnąca na wschód. Układ ten stanowi główną oś komunikacji samochodowej Kołobrzegu. Z ronda Solidarności od drogi nr 11 odchodzi droga wojewódzka nr 163 w kierunku południowo-wschodnim.
W 2005 r. na końcowym odcinku (3,4 km) drogi nr 102 wyliczono średni dobowy ruch, wynoszący 17,4 tys. pojazdów/dobę, z czego 87,2% stanowiły samochody osobowe, 8% lekkie samochody dostawcze, a 2,2% samochody ciężarowe.
W 2009 r. WIOŚ w Szczecinie sporządził mapy emisji hałasu na drodze nr 102 w Kołobrzegu, z długookresowym średnim poziomem dźwięku wyznaczonym w ciągu wszystkich dób w roku. Na analizowanym obszarze oceniono, że na terenach zagrożonych ponadnormatywnym hałasem zameldowanych jest prawie 4,5 tys. osób, z czego 8% tej grupy narażonych jest na przekroczenia dopuszczalnego poziomu hałasu od 10 do 20 dB. W porze nocnej zagrożonych jest 4,3 tys. mieszkańców.
| Droga | Trasa                                                     | Ulica                                                                                   |
| ----- | --------------------------------------------------------- | --------------------------------------------------------------------------------------- |
|       | Kołobrzeg – Koszalin – Piła – Poznań – Lubliniec – Bytom  | ul. Portowa, ul. Jagiellońska, ul. Unii Lubelskiej, rondo Solidarności, ul. Koszalińska |
|       | Kołobrzeg – Trzebiatów – Dziwnów – Międzyzdroje           | ul. Kamienna, ul. Młyńska, rondo bpa I. Jeża, ul. Trzebiatowska, ul. 6 Dywizji Piechoty |
|       | Kołobrzeg – Białogard – Połczyn-Zdrój – Czaplinek – Wałcz | rondo Solidarności, ul. Bolesława Krzywoustego                                          |

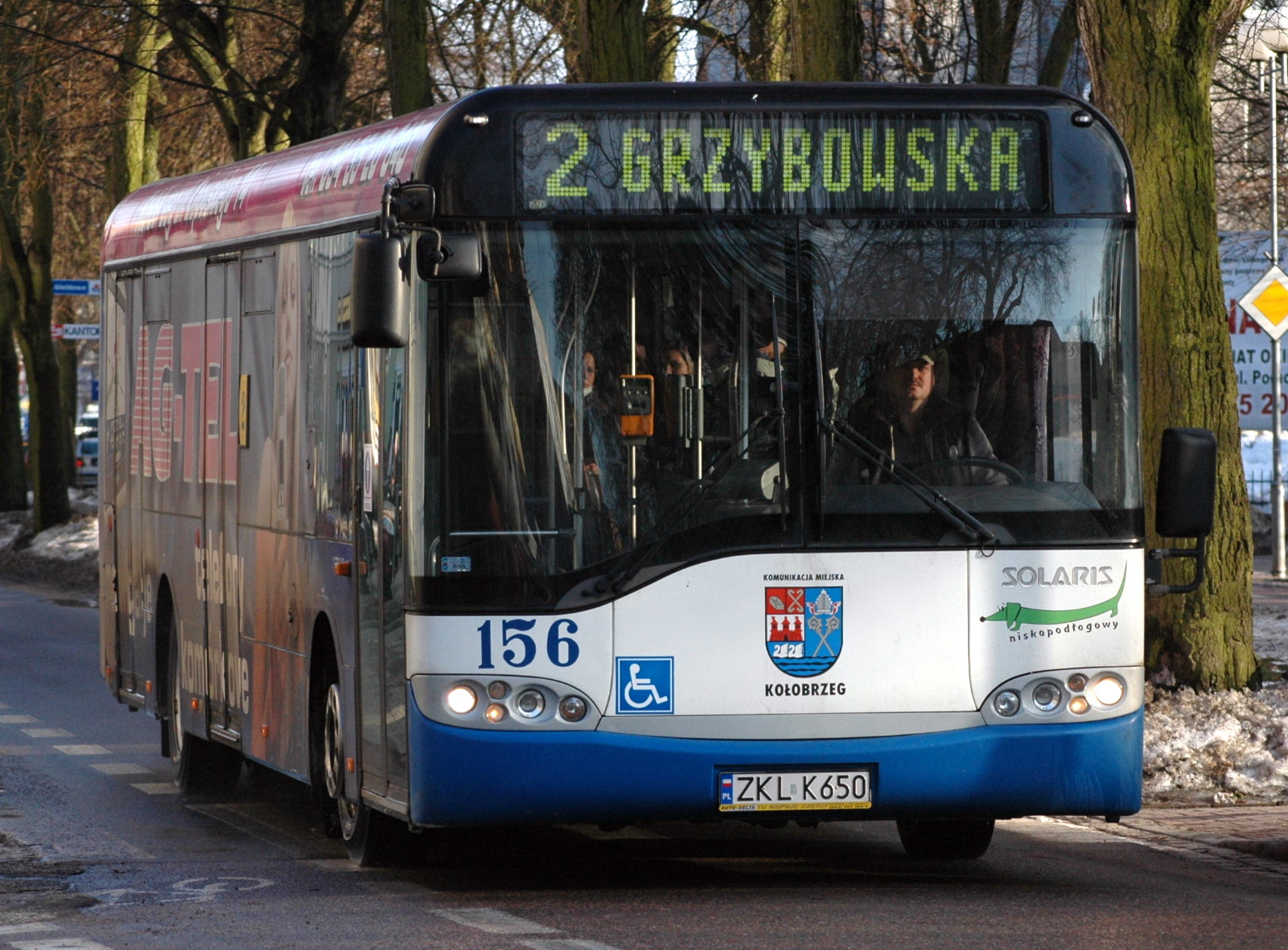
Autobus linii nr 2

Środkami komunikacji miejskiej w Kołobrzegu są autobusy należące do spółki Komunikacja Miejska Kołobrzeg, która świadczy usługi przewozowe na terenie miasta i przyległych terenach podmiejskich.
W mieście znajdują się 144 przystanki komunikacji drogowej, których właścicielem lub zarządzającym jest samorząd Kołobrzegu.

### Transport kolejowy

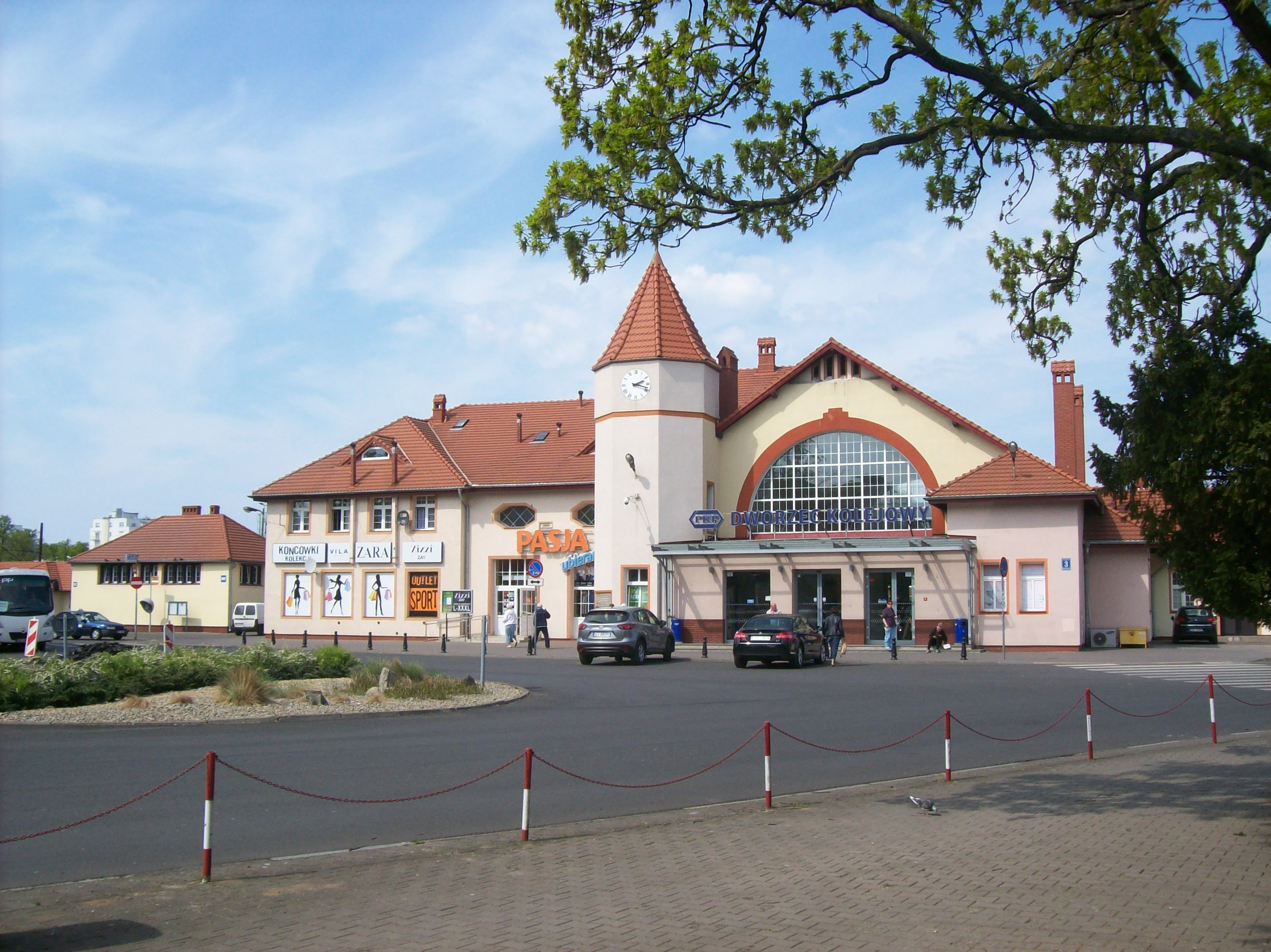
Dworzec kolejowy w Kołobrzegu

Kołobrzeg jest ostatnim przystankiem wielu pociągów zmierzających na wybrzeże. Z Kołobrzegu wychodzą szlaki kolejowe do Koszalina, Białogardu i do centrum kraju. Kołobrzeg łączy ze Szczecinem szynobus Urzędu Marszałkowskiego woj. zachodniopomorskiego.
Do miasta prowadzą dwie linie kolejowe:
- 404 – relacji Szczecinek – Białogard – Kołobrzeg,
- 402 – relacji Goleniów – Kołobrzeg – Koszalin.

### Transport morski

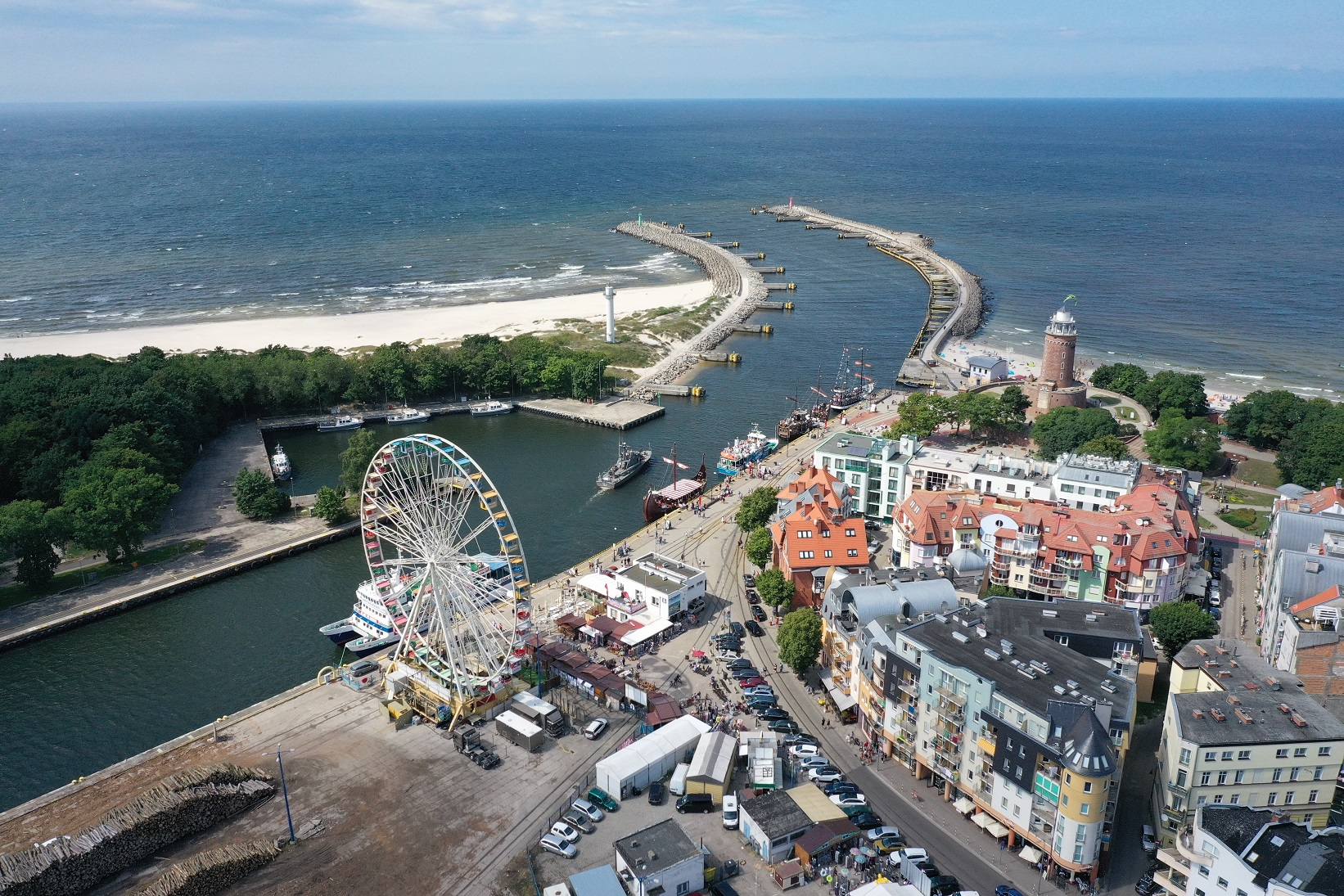
Port morski Kołobrzeg

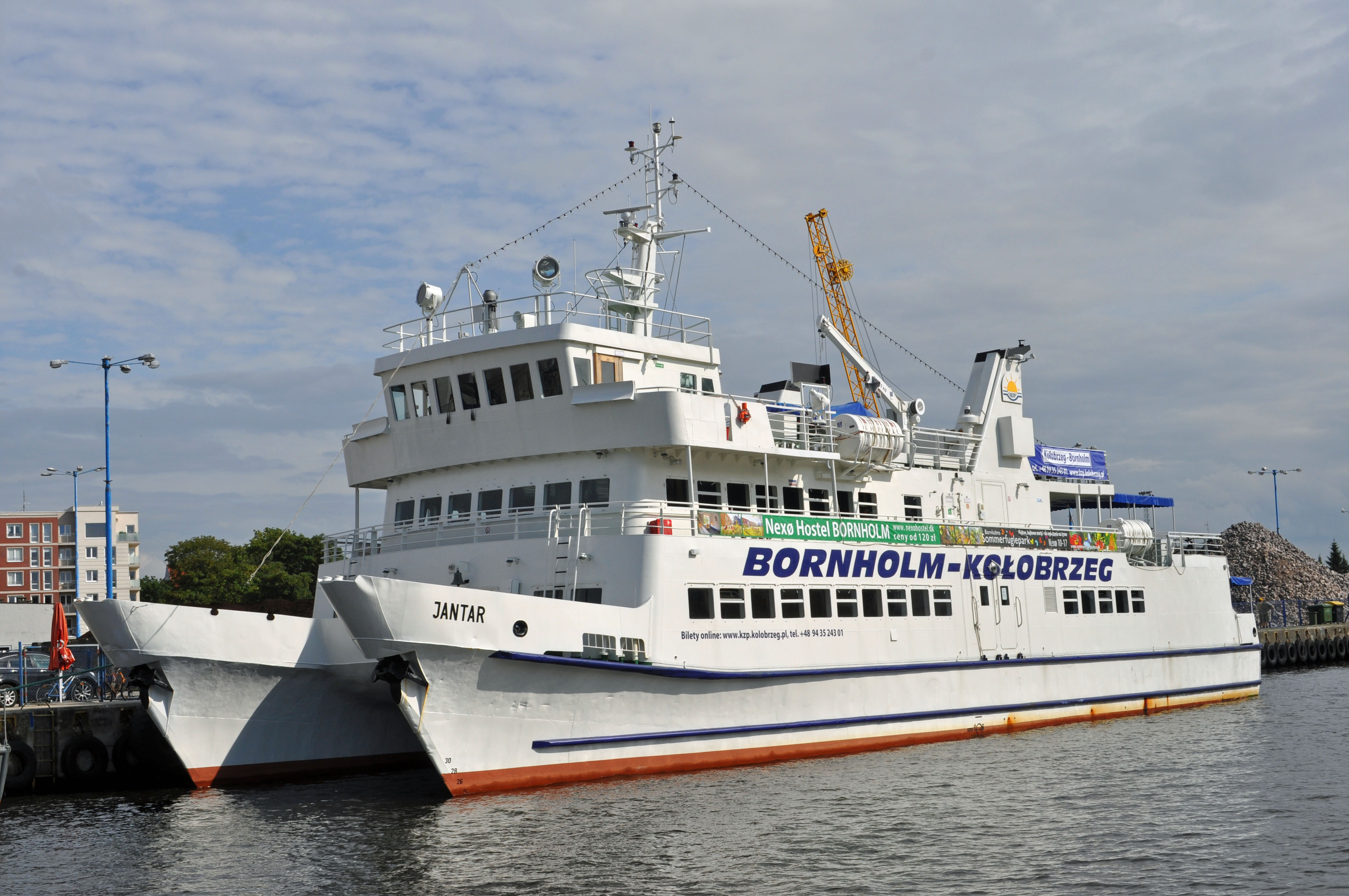
MS „Jantar” realizujący rejsy po redzie portu Kołobrzeg

W miesiącach od kwietnia do października z portu morskiego w Kołobrzegu wypływają pasażerskie rejsy turystyczne na Bornholm do Nexø, a w wakacje także na Christiansø. Do roku 2020 włącznie, połączenie obsługiwane przez statek MS „Jantar” realizowane było przez Kołobrzeską Żeglugę Pasażerską. Jednostka w 2017 roku przewiozła na Bornholm ok. 30 tys. osób z Polski. Statek na pokład zabierał tylko pasażerów i rowery, był szczególnie wrażliwy na trudne warunki pogodowe. Rejs trwał ok. 4,5 godziny w jedną stronę. W roku 2020 Kołobrzeska Żegluga Pasażerska przestała organizować rejsy na Bornholm, a MS „Jantar” rozpoczął rejsy krajowe po redzie portu Kołobrzeg. W 2012 roku duńska spółka NeKo Seaways miała uruchomić połączenie na linii Nexø – Kołobrzeg promem pasażersko-samochodowym, lecz firma zbankrutowała jeszcze przed dokończeniem budowy zamówionego w tureckiej stoczni statku „Odin Baltica” mogącego zabrać na pokład 275 pasażerów i 50 samochodów. Władze duńskiego portu w Nexø od kilku lat starają się o kolejne połączenie promowe z portem w Kołobrzegu chcąc zwiększyć częstotliwość rejsów. Problemem jest znalezienie odpowiedniego armatora mogącego eksploatować prom pasażersko-samochodowy na tej trasie. W sezonie letnim po redzie i kanale portu kursują również stylizowane statki wycieczkowe m.in. MS „Viking”.
W centrum Kołobrzegu, na wyspie Solnej zlokalizowana jest marina, której dwa baseny są przystosowane do przyjęcia ponad 100 jachtów. Pierwszym z basenów jest Basen Jachtowy, w którym cumują jednostki mające do 3 metrów zanurzenia. Drugi basen jest zdolny do przyjęcia jedynie łodzi, których zanurzenie wynosi do 1 metra. Dla okrętów z większym zanurzeniem przewidziano keję z głębokością 5,5 m.
Przy Basenie Jachtowym stoi zabytkowy fort.

### Transport lotniczy
Pod Podczelem (8 km od centrum Kołobrzegu) jest posowieckie wojskowe lotnisko Kołobrzeg-Bagicz, które jest wykorzystywane przez prywatną firmę Lotnisko Bagicz Sp. z o.o. 9.09.2012 zostało ponownie otwarte i będzie przyjmowało małe samoloty pasażerskie do 20 osób. Lotnisko jest czynne w charakterze sezonowym (kwiecień – październik), obecnie planowana jest rozbudowa infrastruktury lotniska co może wydłużyć jego działalność. Istnieje możliwość, aby po rozbudowie lotnisko mogło przyjmować większe samoloty pasażerskie.
Najbliższy port lotniczy Szczecin-Goleniów jest ok. 99 km od Kołobrzegu (79 km w linii prostej), posiadający połączenia lotnicze do Warszawy, Anglii, Irlandii, Norwegii i czarterowe do Egiptu.

## Infrastruktura turystyczna

Logo miasta Kołobrzeg

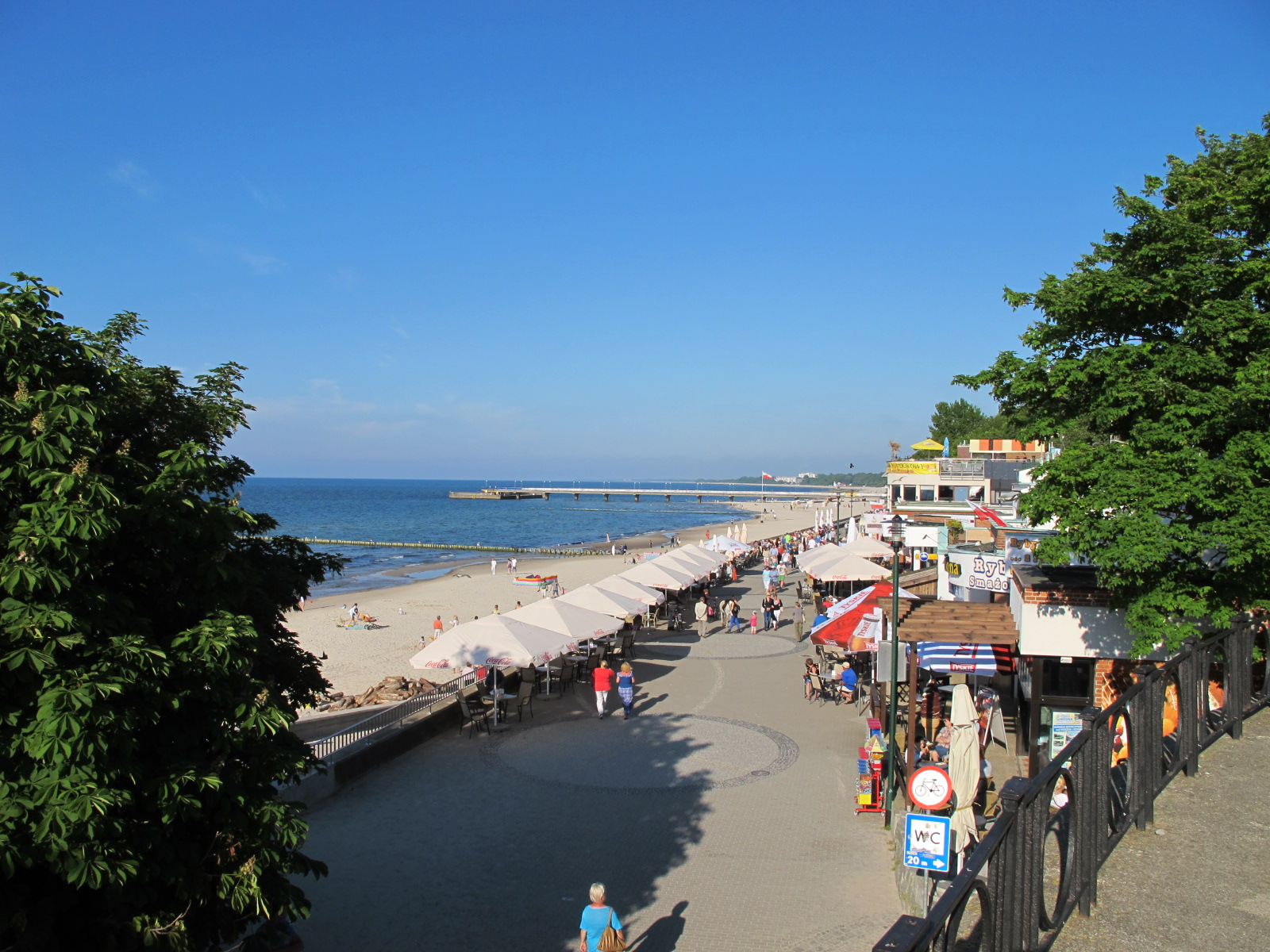
Bulwar Jana Szymańskiego w Kołobrzegu

Główną gałęzią lokalnej gospodarki jest działalność uzdrowiskowo-turystyczna. Liczne sanatoria (27 ośrodków sanatoryjnych o łącznej liczbie łóżek sięgającej 6500) i domy wypoczynkowe. W 2008 r. miasto miało 56 obiektów zbiorowego zakwaterowania na 11 098 miejsc. Jest kilkanaście luksusowych hoteli. W tym 5-gwiazdkowy Marine Hotel, Hotel Aquarius i Diune Hotel oraz 4-gwiazdkowe: Shuum Boutique Wellness Hotel, Sand Hotel, Hotel Diva SPA, Leda SPA, Arka Medical SPA i Baltic Plaza Hotel mediSPA & fit. W ciągu 2008 roku z noclegu w Kołobrzegu skorzystały 247 tysiące osób, z których 35,5% stanowili turyści zagraniczni. W 2011 r. z noclegu skorzystało już blisko 950 tys. osób. Powiat kołobrzeski udzielił w 2012 roku prawie 3,7 mln noclegów, co plasuje go na III miejscu w Polsce po Warszawie i Krakowie.

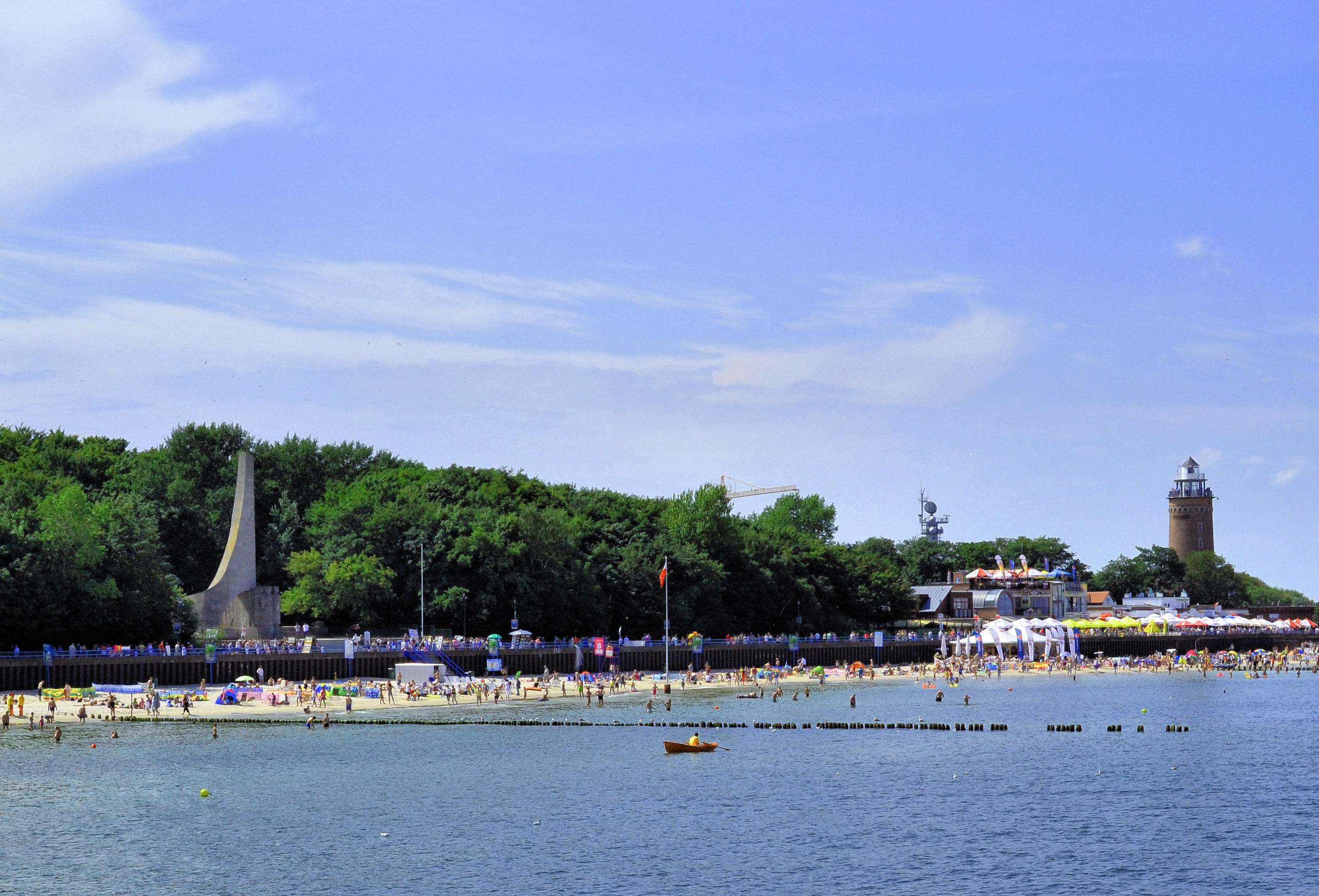
Widok na plażę wschodnią z mola. W tle Pomnik Zaślubin z Morzem

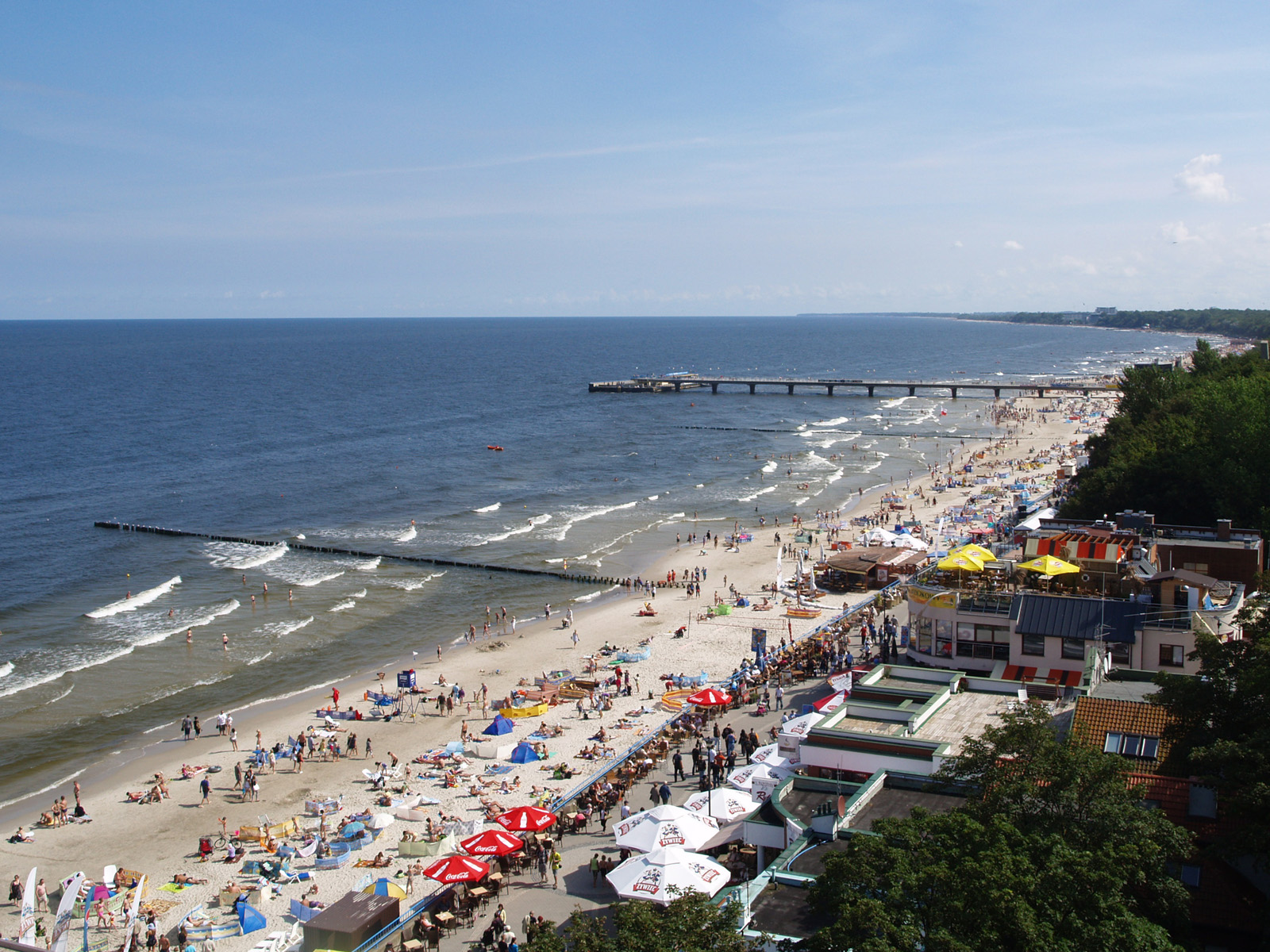
Kąpielisko morskie Kołobrzeg Wschód (Kąpielisko Centralne)

W Kołobrzegu zorganizowano 3 kąpieliska morskie:
- Kołobrzeg Plaża Zachodnia o długości 200 m;
- Kołobrzeg Plaża Centralna o długości 397 m;
- Kołobrzeg Plaża Wschodnia (Podczele) o długości 100 m.

W 2013 r. sezon kąpielowy określono na okres od 24 czerwca do 31 sierpnia.
W 2012 r. kąpieliska Plaża Zachodnia i Wschodnia spełniały wytyczne wymogi jakościowe dla wody w kąpielisku Unii Europejskiej, a Plaża Centralna spełniała wymogi obowiązkowe. W 2012 r. Sanepid pobrał próbki wody morskiej z trzech kąpielisk w Kołobrzegu. Plaże zaklasyfikowano od doskonałej (Plaża Zachodnia) do dostatecznej. Nie znaleziono substancji smolistych, ani nie wykryto sinic.
W mieście i okolicach występują źródła wody mineralnej (Perła Bałtyku), solanki oraz pokłady borowiny. W Kołobrzegu leczy się głównie choroby górnych dróg oddechowych i krążenia, choroby stawów, jak również zaburzenia przemiany materii (cukrzyca). W mieście przez cały rok działają 23 zakłady uzdrowiskowe, w których w 2007 roku 39% korzystających stanowili goście zagraniczni.
Liczba korzystających z noclegów w Kołobrzegu rocznie:

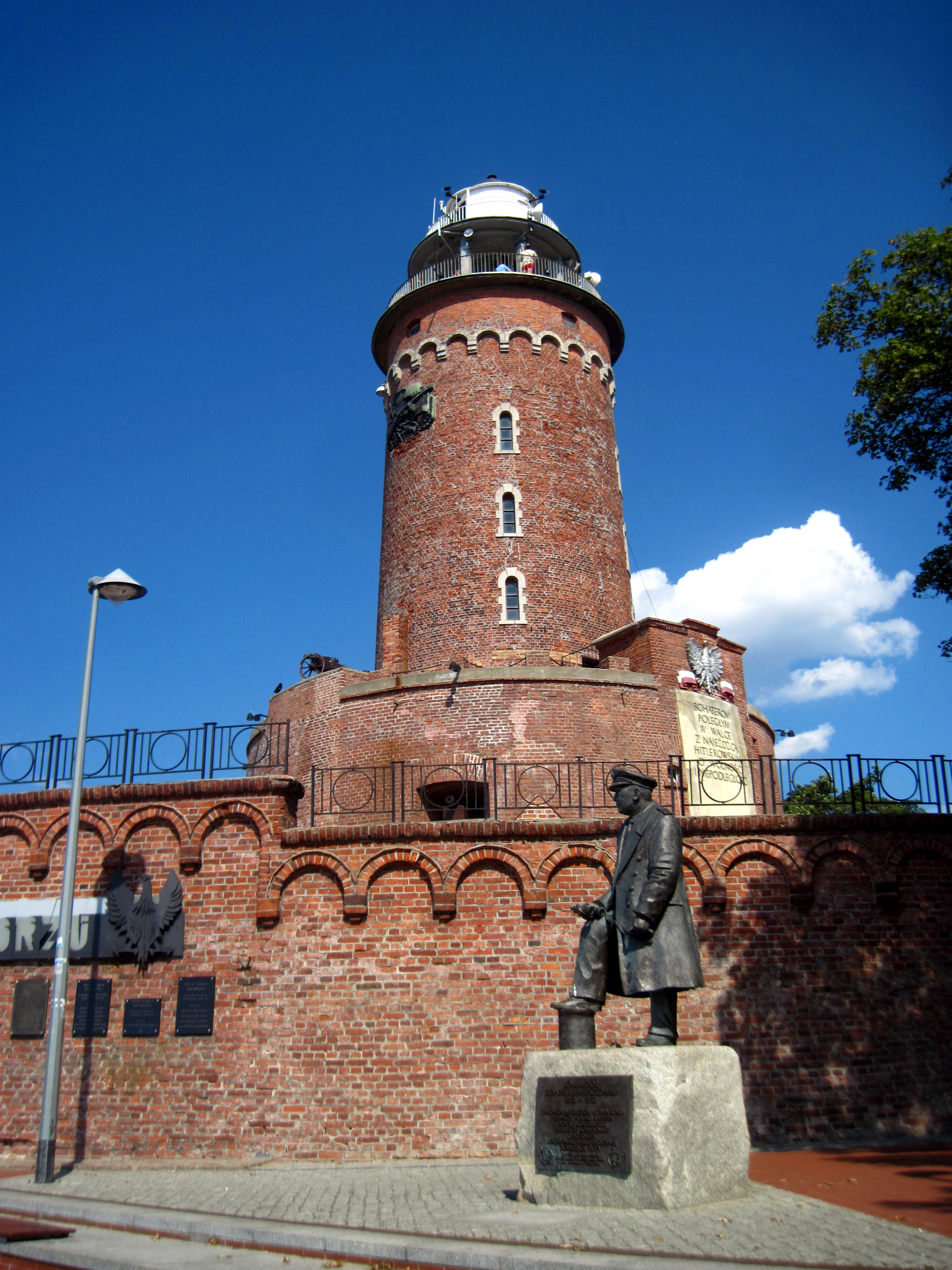
Latarnia morska, pozostałości umocnień twierdzy kołobrzeskiej

W mieście znajdują się 3 punkty informacji turystycznej. Władze miasta powołały Centrum Promocji i Informacji Turystycznej, którego zadaniem jest promocja Kołobrzegu jako największego kurortu nadmorskiego w Polsce.
W mieście funkcjonuje publiczny system wypożyczania rowerów pod nazwą Kołobrzeski Rower Miejski.

### Szlaki turystyczne
Na terenie Kołobrzegu funkcjonują trzy piesze szlaki turystyczne:
- Szlak Nadmorski im. Czesława Piskorskiego (europejski długodystansowy szlak pieszy E9),
- Szlak „Solny”,
- Szlak im. Jana Frankowskiego

Na terenie miasta nie istnieje zorganizowany system dróg i szlaków rowerowych. W mieście działa Stowarzyszenie Turystyki Rowerowej „Bicykl”, które wytyczyło szlaki rowerowe po powiecie kołobrzeskim. W Kołobrzegu rozpoczyna się kilka szlaków rowerowych gminy Kołobrzeg i gminy Ustronie Morskie. Przez miasto przechodzi międzynarodowy szlak rowerowy R-10, który został wytyczony wzdłuż wybrzeża Bałtyku, oraz rozpoczyna się polski odcinek Bike the Baltic.
Tereny o szczególnym znaczeniu dla ruchu turystycznego to rejon Starego Miasta, dzielnica portowa i teren uzdrowiska wschodniego.

## Edukacja

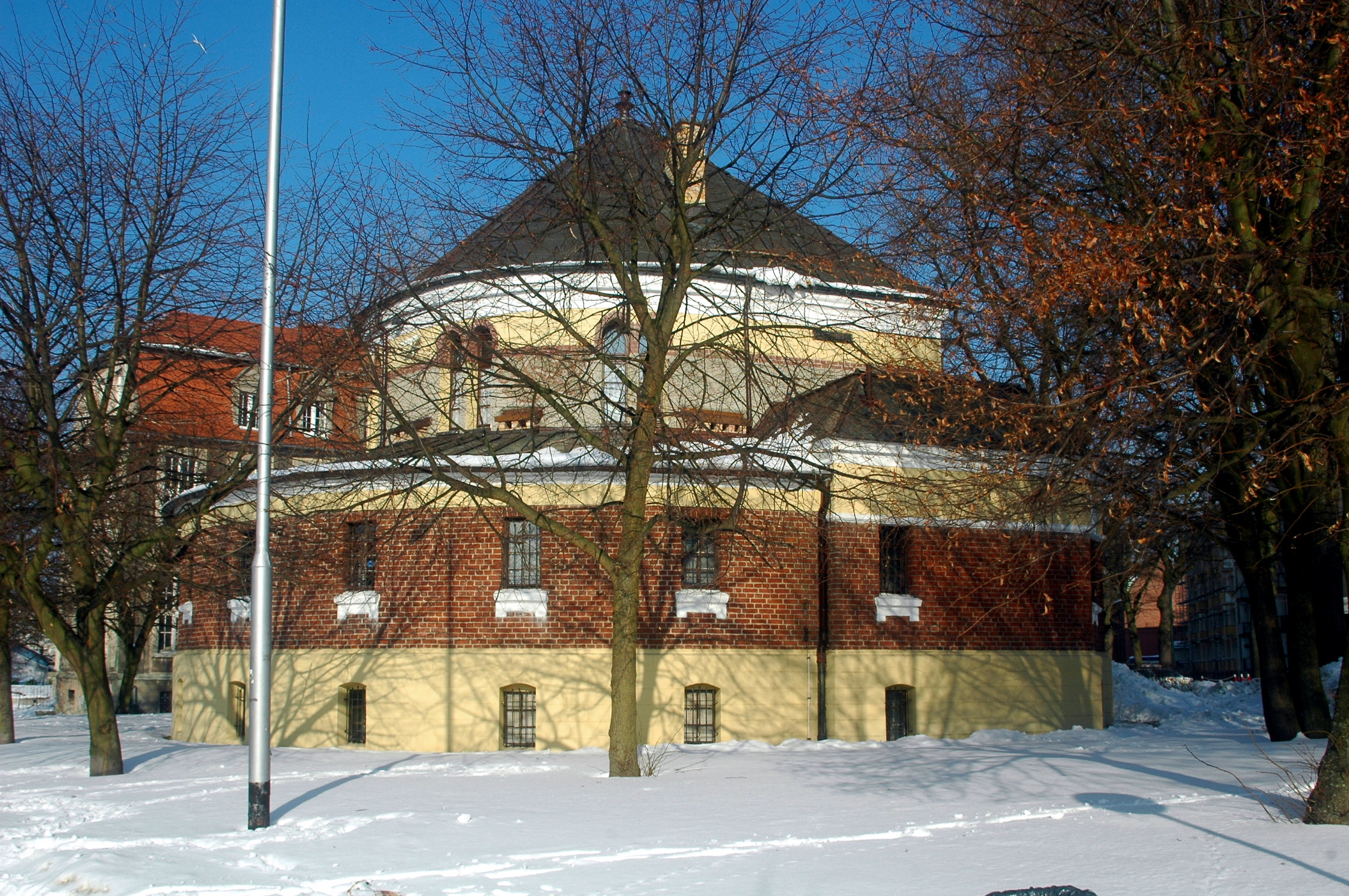
Państwowa Szkoła Muzyczna I Stopnia

W Kołobrzegu jest 8 przedszkoli oraz 1 miejski żłobek. W 2006 roku uczyło się 2954 dzieci w szkołach podstawowych oraz 201 dzieci w szkołach podstawowych specjalnych. Na terenie miasta jest 7 szkół podstawowych oraz 2 szkoły specjalne.
W 2006 roku w mieście uczyło się 1821 gimnazjalistów w sześciu gimnazjach oraz 134 uczniów w dwóch gimnazjach specjalnych.

## Kultura

### Kołobrzeg w kulturze i sztuce

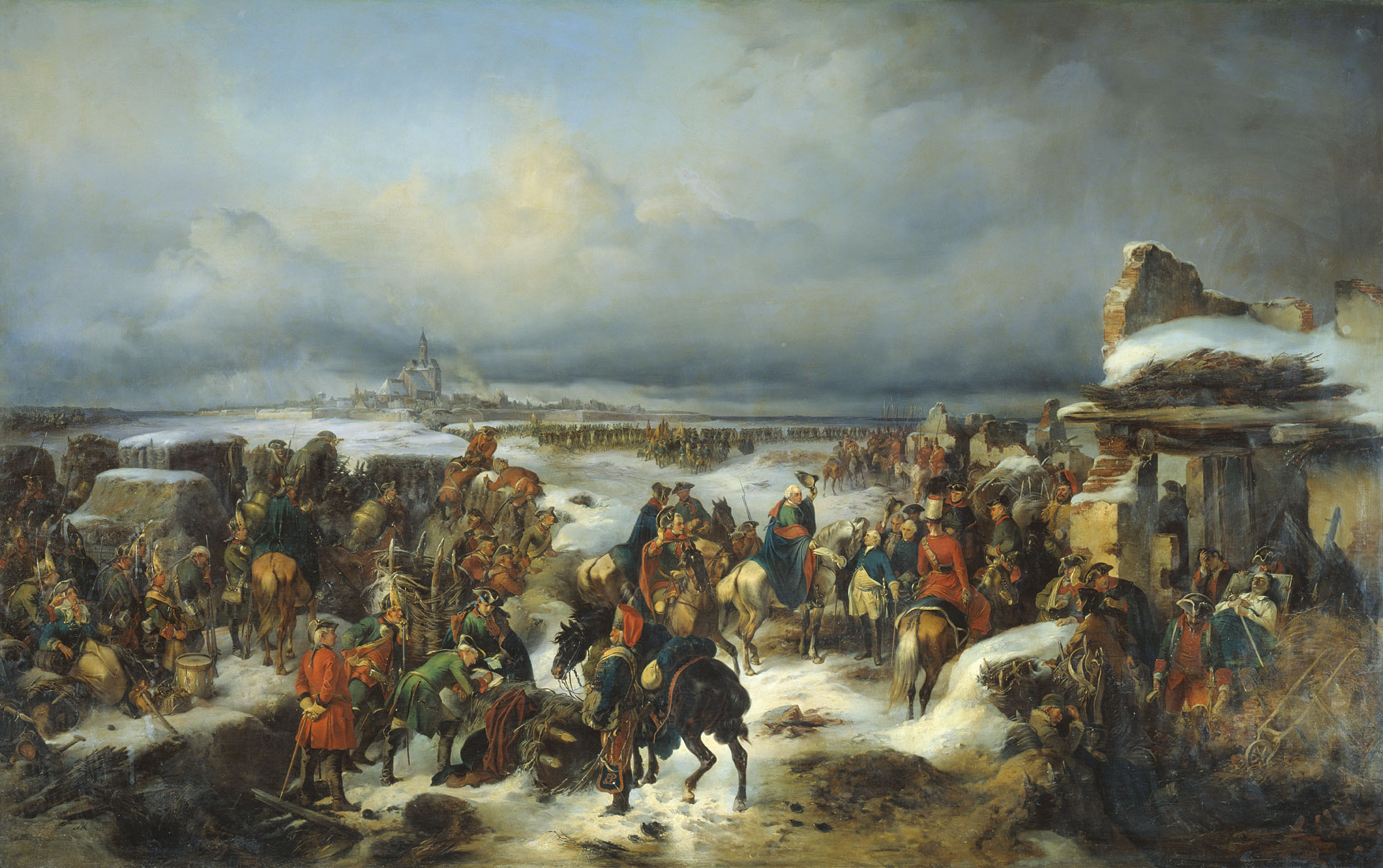
Obraz A. von Kotzebue – zdobycie twierdzy kołobrzeskiej w 1761 podczas wojny siedmioletniej

Miasto występuje w historycznej twórczości artystycznej. M.in. rycina z panoramą Kołobrzegu figuruje na Wielkiej Mapie Księstwa Pomorskiego z 1618 roku autorstwa Eilharda Lubinusa. W 1752 r. niemiecki malarz batalista Alexander von Kotzebue przedstawił zdobycie twierdzy kołobrzeskiej podczas wojny siedmioletniej.
Pod koniec II wojny światowej nazistowska propaganda wykorzystała wydarzenia z wojny napoleońskiej i obrony Kołobrzegu w 1807 roku, by nakręcić film Kolberg. Była to wielkobudżetowa produkcja ukazująca bohaterskich mieszczan i chłopów zjednoczonych ponad podziałami, którzy brali udział w walce z przeważającymi siłami francuskimi.
W 2005 r. z okazji jubileuszu 750-lecia nadania praw miejskich kompozytor Jan Maślankiewicz-Pogány skomponował „Kantatę Kołobrzeską”. Tematyka utworu nawiązuje do historii, życia ludności oraz głównych zabytków Kołobrzegu.
Narodowy Bank Polski wprowadził do obiegu w dniu 19 października 2005 r. monetę „Kołobrzeg” o nominale 2 zł wykonaną stemplem zwykłym w stopie Nordic Gold.

### Życie kulturalne

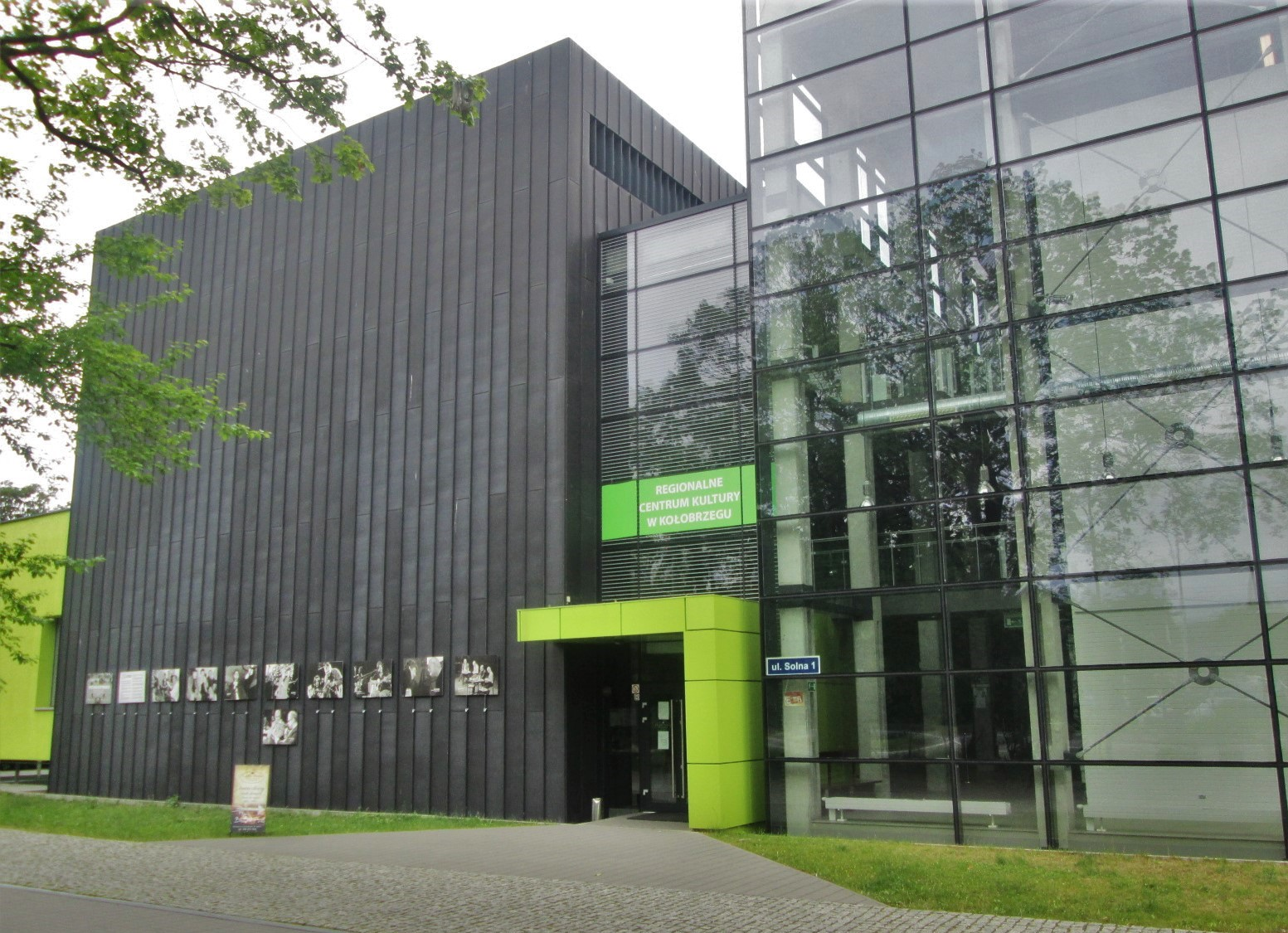
Regionalne Centrum Kultury w Kołobrzegu

Kołobrzeg jest także regionalnym ośrodkiem kulturalnym. W okresie letnim mają miejsce liczne koncerty popularnych piosenkarzy, muzyków, kabarecistów. Regionalne Centrum Kultury w Kołobrzegu im. Z. Herberta prowadzi stałe zajęcia artystyczno-plastyczne, teatralne oraz taneczne. Patronuje młodzieżowym zespołom wokalnym i chóralnym. Organizuje coroczny festiwal Interfolk, czyli Międzynarodowe Spotkanie z Folklorem, a także inne imprezy o charakterze kulturalnym. Kino Piast jest miejscem spotkań Dyskusyjnego Klubu Filmowego. W latach 1968–1990 w mieście odbywał się Festiwal Piosenki Żołnierskiej.
W Kołobrzegu organizowane są wystawy stałe i czasowe o charakterze artystycznym oraz historycznym. W kołobrzeskim ratuszu mieści się Galeria Sztuki Współczesnej, w której eksponowane są wystawy kołobrzeskich plastyków, a także poza lokalnych środowisk artystycznych. Galeria prowadzi również działalność edukacyjną, m.in. organizowane są przez galerię lekcje sztuki dla dzieci i młodzieży ze szkół.

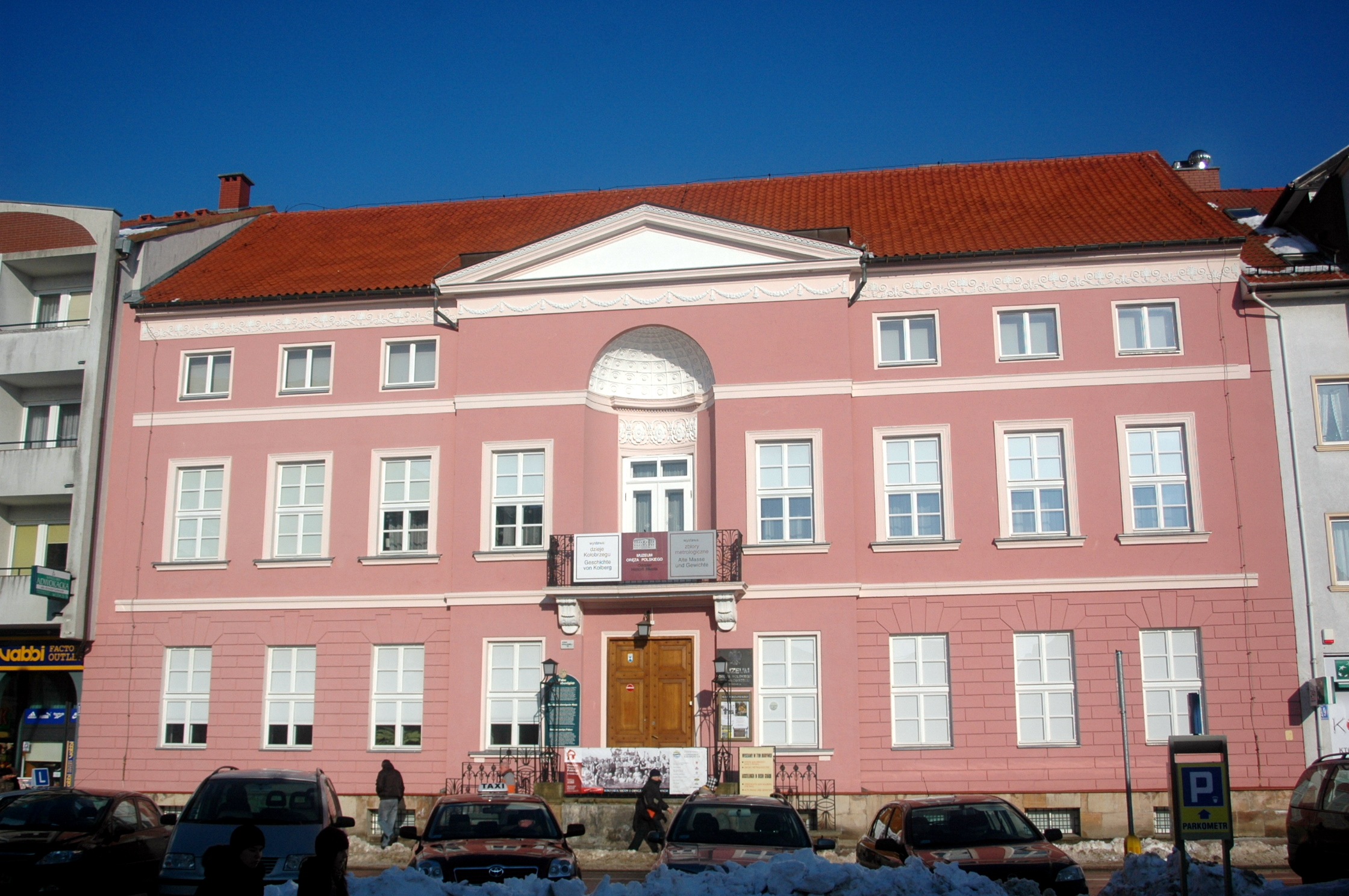
Pałac rodziny von Braunschweig będący siedzibą oddziału Muzeum Oręża Polskiego

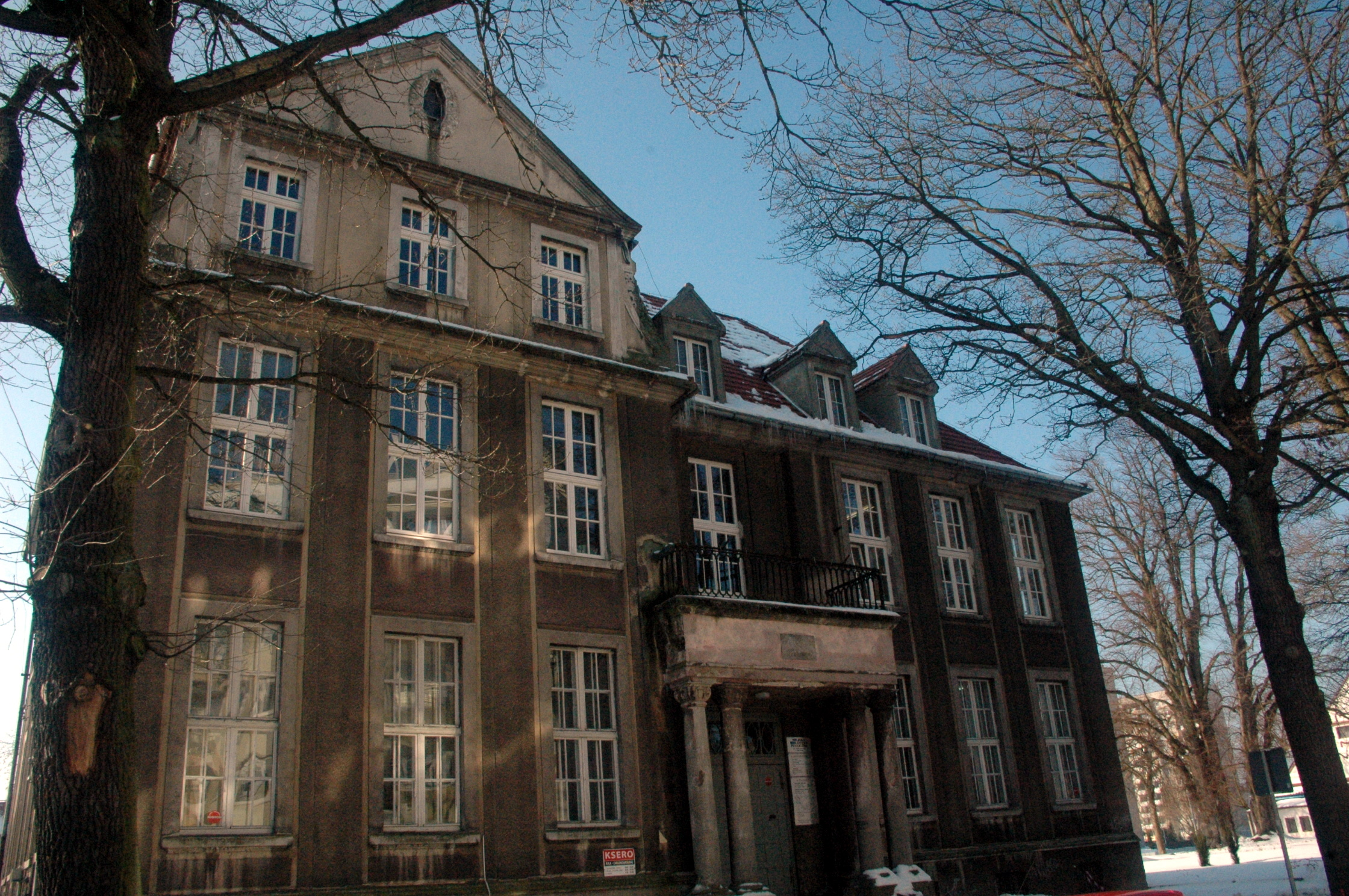
Miejska Biblioteka Publiczna im. Galla Anonima

W mieście jest Muzeum Oręża Polskiego, w którym prezentowane są zbiory militariów pochodzących od wczesnego średniowiecza do współczesności. W pałacyku Braunschweigów mieści się oddział muzeum zajmujący się ponadtysiącletnią historią miasta. W swoich zbiorach oddział prezentuje także kolekcję rzadko spotykanych narzędzi pomiarowych, a także specjalistycznych miar warsztatowych.
Do miejscowego muzeum należy zacumowany w porcie okręt patrolowy ORP Fala, zbudowany w 1964 roku, następnie po zakończeniu służby przekształcony w muzeum
Oprócz Muzeum Oręża Polskiego jest prywatne Muzeum Kołobrzeskie „Patria Colbergiensis” otwarte w 2014 roku. Placówka jest zlokalizowana w podziemiach kołobrzeskiego ratusza. Pomieszczenia zaadaptowane zostały na ekspozycję ukazującą poprzez zabytki historię Kołobrzegu.
W Kołobrzegu placówką gromadzącą zbiory biblioteczne jest Miejska Biblioteka Publiczna im. Galla Anonima. Biblioteka tworzy kilka placówek tj. wypożyczalnię ogólną, wypożyczalnię beletrystyki, bibliotekę młodzieżową i bibliotekę dziecięcą.
W mieście działa także filia Biblioteki Pedagogicznej im. Zenona Klemensiewicza w Koszalinie, która posiada księgozbiór z 27499 woluminami.
W Kołobrzegu działa jednosalowe kino „Wybrzeże” z 287 miejscami na widowni.

### Imprezy cykliczne

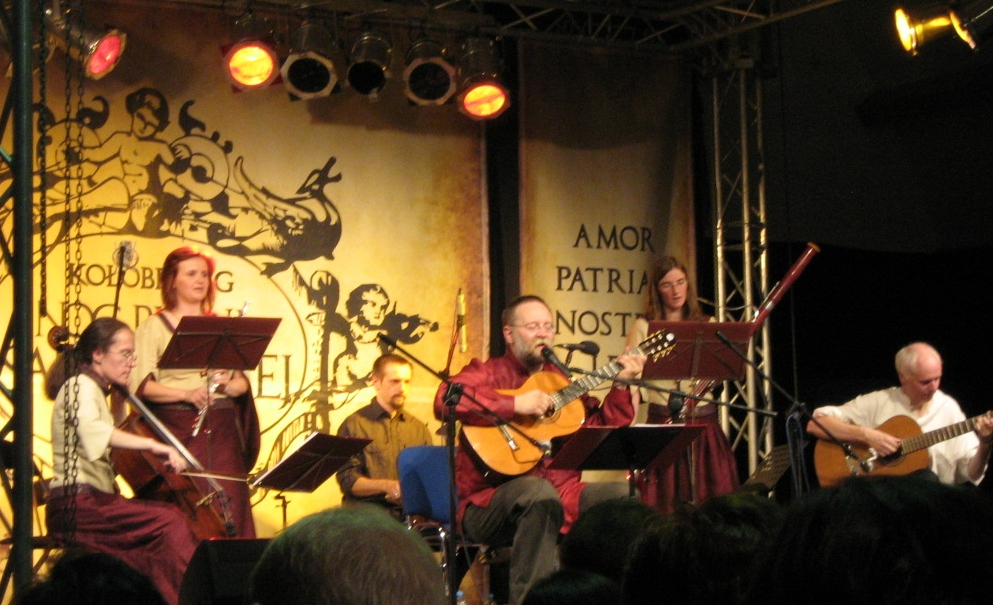
VII Festiwal Piosenki Poetyckiej im. Jacka Kaczmarskiego „Nadzieja”

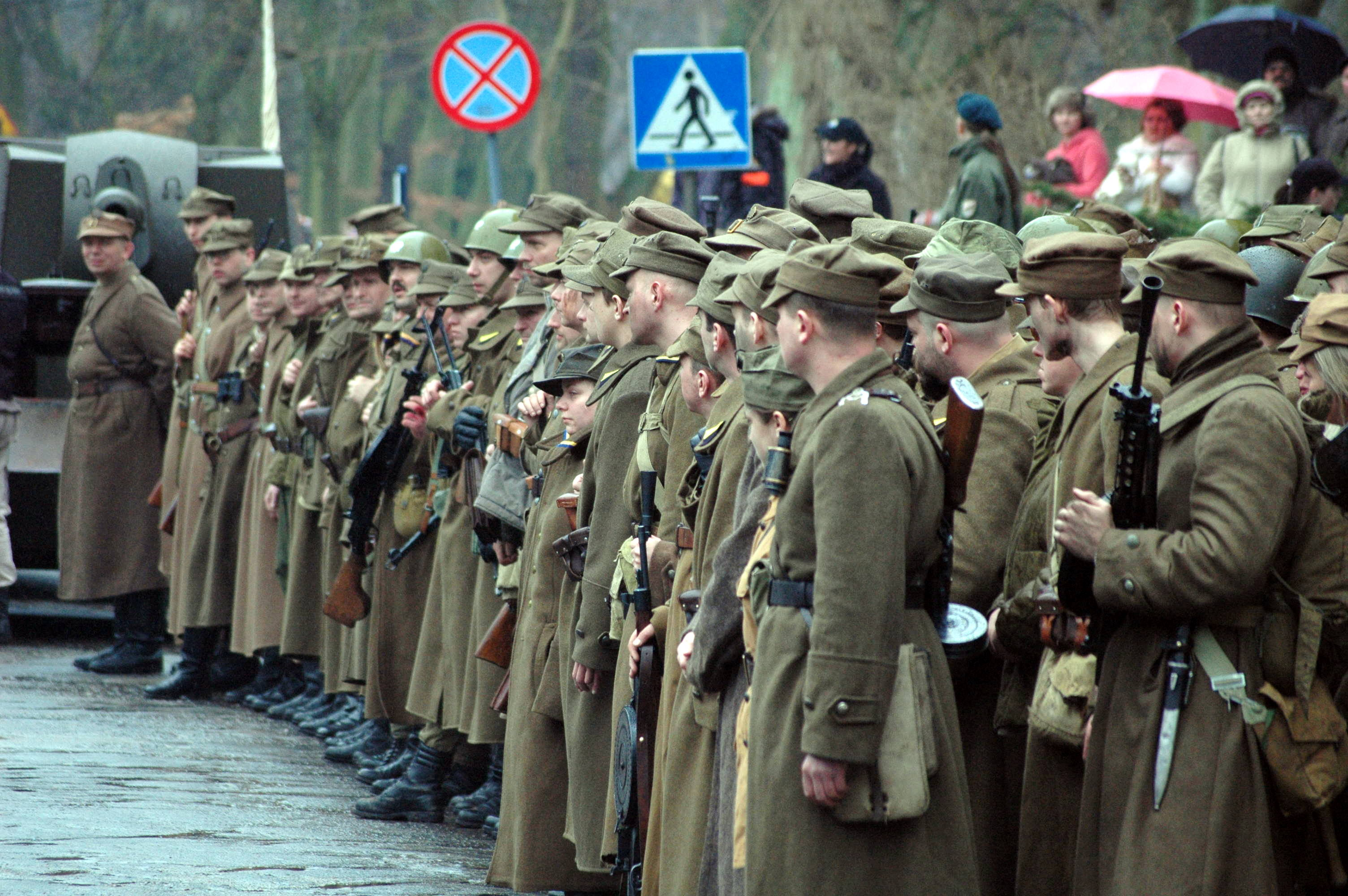
Bój o Kołobrzeg (2010)

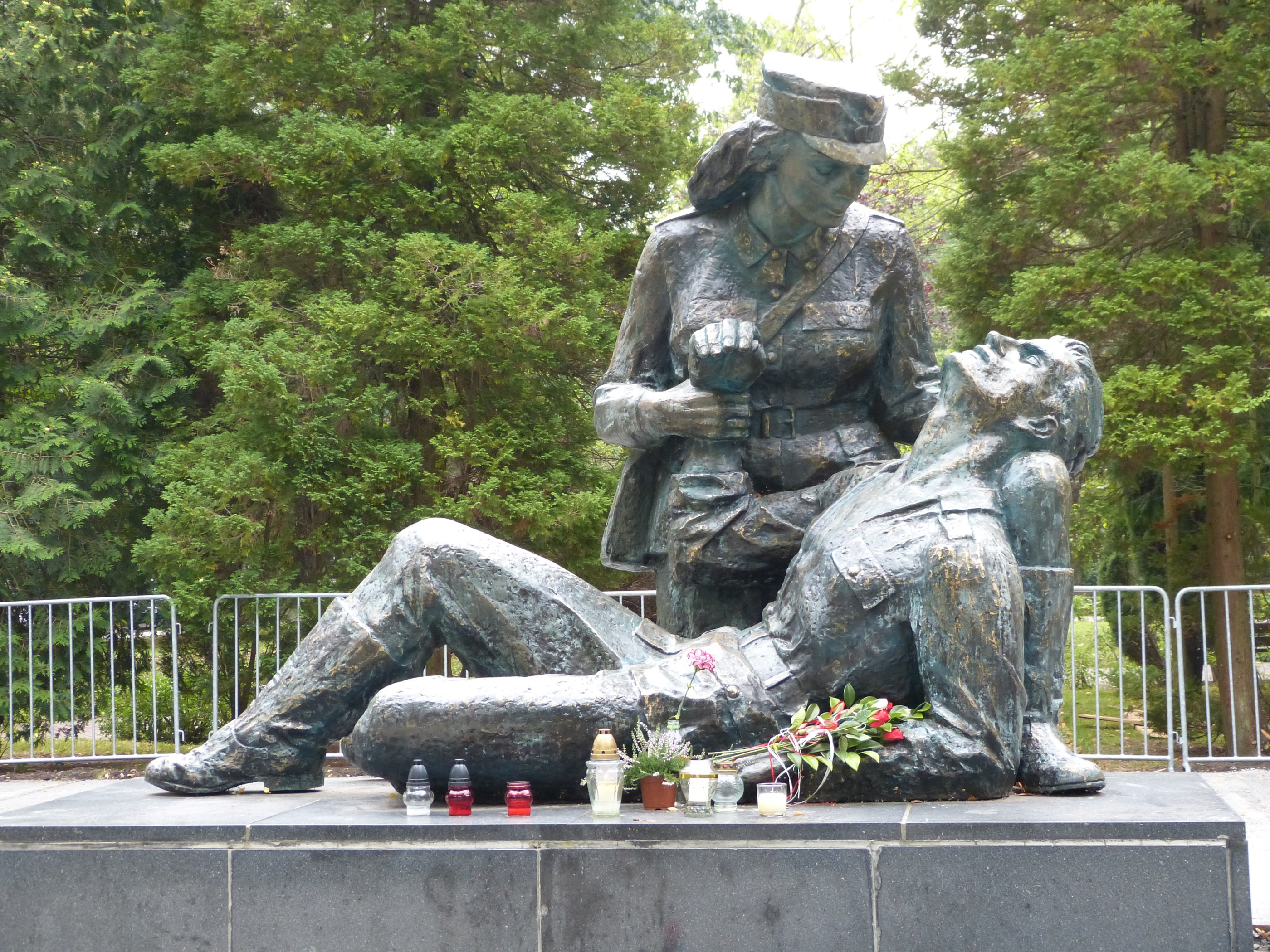
Pomnik Sanitariuszki

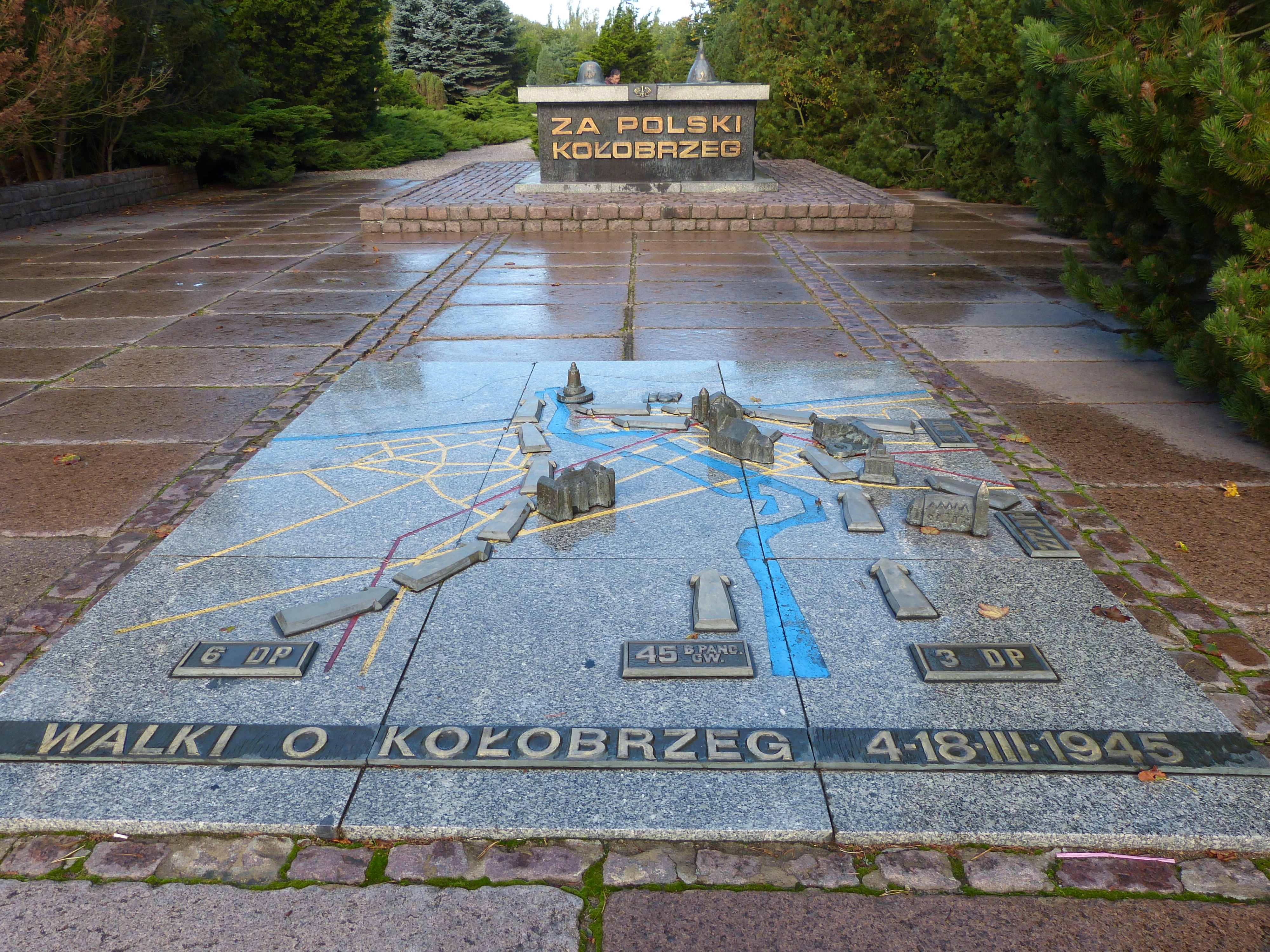
Cmentarz Wojenny

Imprezy organizowane cyklicznie w Kołobrzegu (chronologicznie):
- Międzynarodowy Bieg Zaślubin – 15 marca, od 1986 r. – impreza ma na celu uczczenie Rocznicy Zakończenia Walk o Kołobrzeg i Zaślubin z Morzem, a także popularyzację biegania jako naturalnej formy ruchu. Bieg na dystansie 15 km[65].
- Regaty Smoczych Łodzi na rzece Parsęcie – maj / czerwiec[66] – impreza organizowana od 2001 roku, nie odbyły się w 2008
- Europejski Dzień Morza – 20 maja, ostatnio w 2009[67], Dni Morza 2010 w Szczecinie, Dzień Morza w Gdańsku
- Pociąg specjalny Pirat prowadzony lokomotywą parową z okazji Dnia Dziecka
- „Bursztynowe Pióro”/„Połów w Kołobrzeg” – czerwiec – konkurs poetycki, wieczór poetycki
- Festyn Osiedla Ogrody „Bezpieczne Wakacje”
- Festiwal Szantowy „Na Fali” – maj[68]
- Regaty „Srebrny Dzwon” – lipiec[69]
- Kołobrzeski Piknik Wojskowy – lipiec[70]
- Sunrise Festival – czwarty weekend lipca
- Międzynarodowy Festiwal „Muzyka w Katedrze” – od czerwca do sierpnia, co tydzień w czwartek[71]
- Festiwal Piosenki Poetyckiej im. Jacka Kaczmarskiego „Nadzieja” – lipiec[72]
- Międzynarodowy Festiwal Szachowy – sierpień[73]
- Międzynarodowe Spotkania z Folklorem „Interfolk” – sierpień[74]
- Obchody Regionalnych Światowych Dni Turystyki – październik[75]
- Międzynarodowy Konkurs Satyryczny „Papkinada” – październik, w 2010 r. odwołana

### Media lokalne
- Telewizja lokalna
  - Telewizja Kablowa Kołobrzeg
- Lokalne rozgłośnie radiowe
  - Radio Kołobrzeg
- Prasa lokalna
  - Gazeta Kołobrzeska
  - Kulisy Kołobrzeskie
  - kołobrzeski dodatek Głosu Koszalińskiego
- Internet
  - gazetakolobrzeska.pl
  - okkolobrzeg.pl
  - e-KG.pl
  - informacje.kolobrzeg.pl
  - takze.pl
  - miastokolobrzeg.pl

## Sport

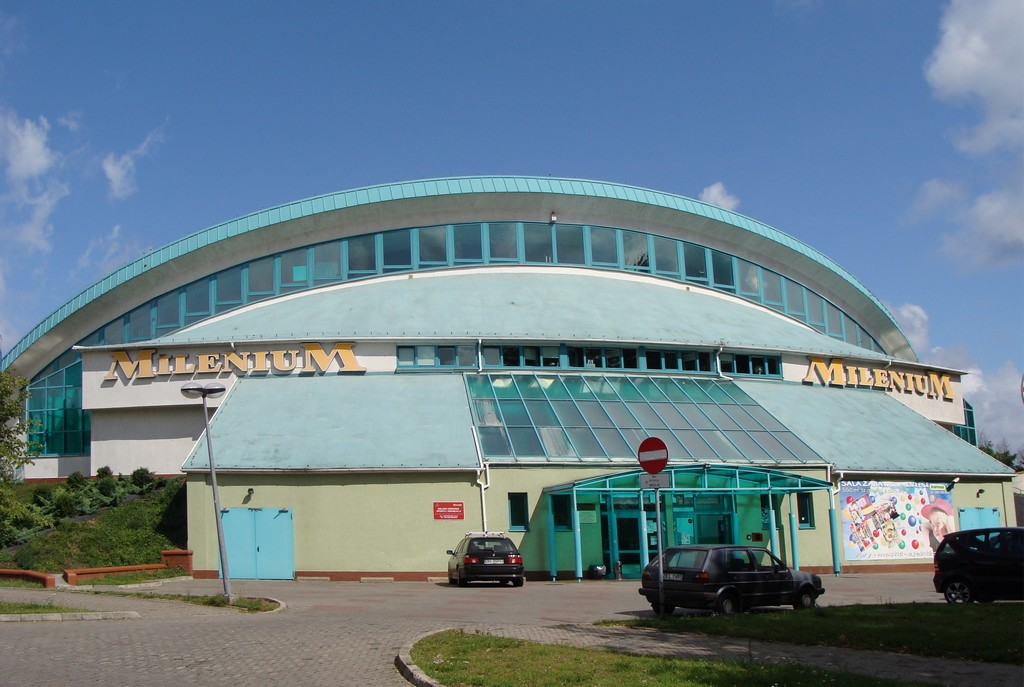
Hala Milenium

Głównym kompleksem sportowym jest Miejski Ośrodek Sportu i Rekreacji przy ul. Łopuskiego. Największą halą sportową w mieście jest hala „Milenium” z płytą boiska o wymiarach 24×48 m i trybunami na 1307 miejsc siedzących. Hala została oddana do użytku w październiku 2000 roku. Organizowane są w niej imprezy sportowe, kulturalne, targi, wystawy i przyjęcia. Centrum sportowe posiada: małą salę zapaśniczą o wymiarach 12×12 m przygotowaną do treningów sportów walki, salę fitness o wymiarach 28×16 m przygotowaną również do zajęć tanecznych, siłownię, boisko do gry w mini piłkę nożną (2 na 2). Działa także centrum rekreacji dla dzieci o powierzchni 550 m².
Przy hali Milenium mieści się aquapark, w skład którego wchodzi: basen sportowy o wymiarach 25×12,5 m i głębokości do 1,8 m, łaźnia parowa, sauna sucha, basen rekreacyjny i 2 zjeżdżalnie. W 2006 roku oddano halę z torami łuczniczymi, gdzie odbywają się także treningi sportów zespołowych. W kompleksie sportowym w okresie zimowym czynne jest także lodowisko. W skład kompleksu wchodzi strzelnica z 6 stanowiskami strzeleckimi.
- Stadion sportowy, ul. Śliwińskiego;

### Kluby sportowe
Lista klubów sportowych biorących udział w rozgrywkach ogólnopolskich:
- SKK „Kotwica” Kołobrzeg
- Miejski Klub Piłkarski „Kotwica” Kołobrzeg
- KMKL Sztorm
- UKS OPP Powiat Kołobrzeski[77]
- KSŁ „Mewa” Kołobrzeg – Kołobrzeskie Stowarzyszenie Łuczników „Mewa”, klub łuczniczy
- Klub Strzelecki Kołobrzeg
- Klub Bilardowo-Snookerowy CUE CLAN
- UKS Zapasy Kołobrzeg
- Klub Tańca Sportowego AMBER Kołobrzeg

## Wspólnoty wyznaniowe

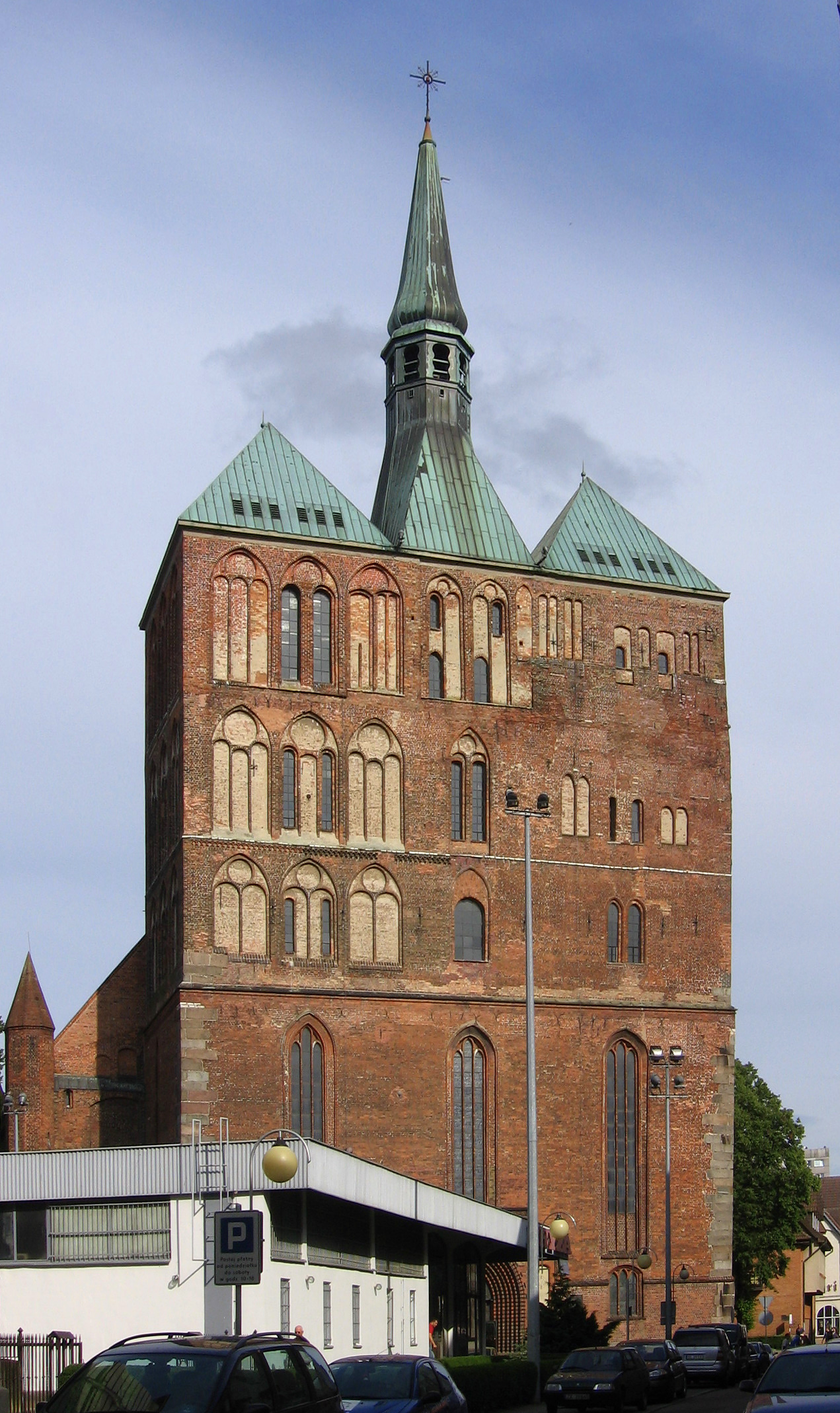
Bazylika konkatedralna

W Kołobrzegu stoi konkatedra diecezji koszalińsko-kołobrzeskiej pw. Wniebowzięcia Najświętszej Maryi Panny. Istnieje 6 parafii, które wchodzą w skład dekanatu Kołobrzeg i 1 parafia garnizonowa pw. św. Macieja.
W mieście znajdują się dwa domy zgromadzeń zakonnych: franciszkanów i felicjanek. Działa również misja Bractwa Kapłańskiego Świętego Piusa X.
Miasto posiada także inne wspólnoty religijne. Jest w nim parafialna cerkiew greckokatolicka Opieki Przenajświętszej Bogurodzicy (ul. Szpitalna) oraz kilka kościołów protestanckich, do których należą: zbór Ewangelicznego Związku Braterskiego, zbór Kościoła Adwentystów Dnia Siódmego, zbór Kościoła Chrystusowego oraz zbór zielonoświątkowy „Droga Życia”. W mieście działają również trzy zbory Świadków Jehowy.

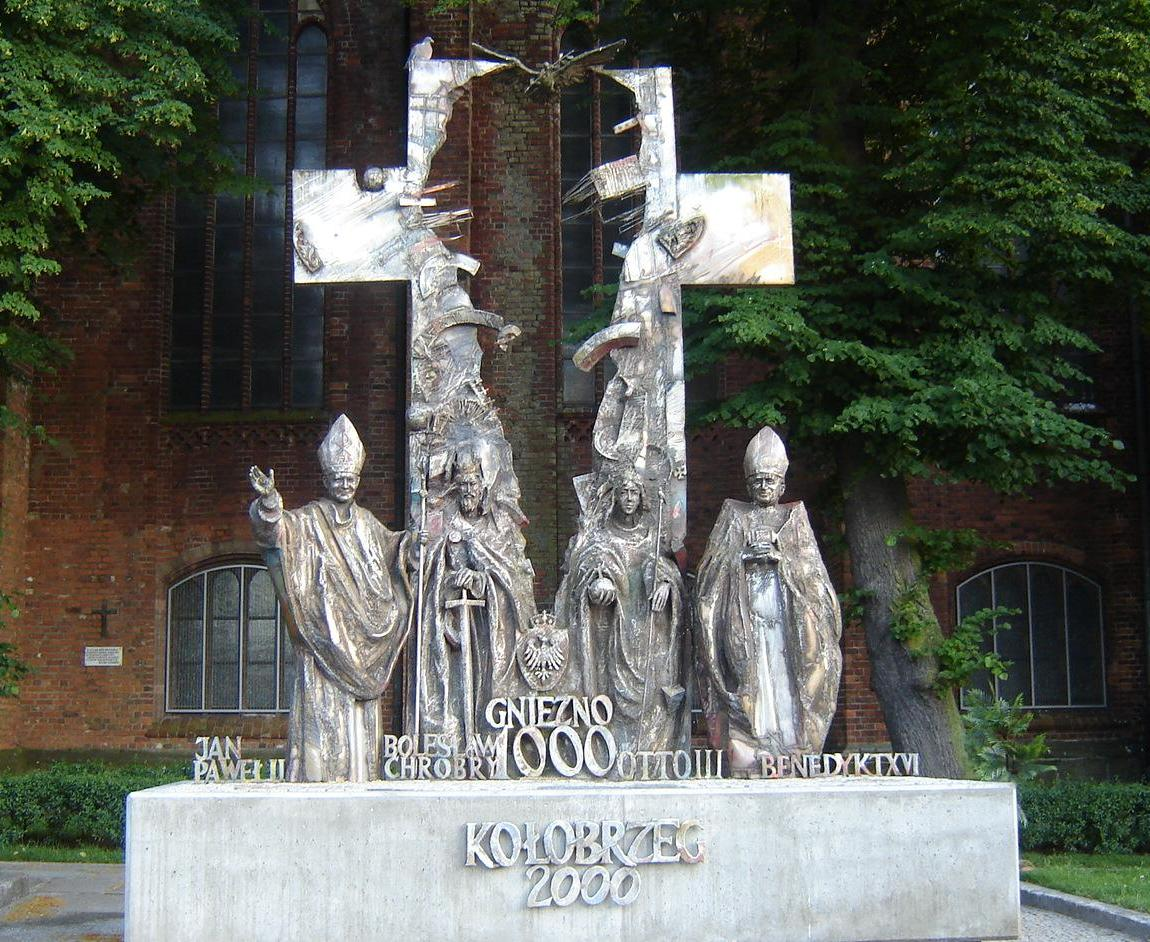
Pomnik Tysiąclecia

W latach 1000–1007 miasto było stolicą diecezji kołobrzeskiej, której ordynariuszem był biskup Reinbern. Diecezja ta upadła w wyniku reakcji pogańskiej. Od 1187 roku miasto należało do biskupów kamieńskich i wchodziło w skład biskupiego dominium zwanego księstwem kamieńskim. W XVI wieku w wyniku reformacji kołobrzeżanie przyjęli luteranizm. W 1557 roku Kołobrzeg stał się siedzibą superintendenta luterańskiego. W XVII wieku powstała w mieście parafia kalwińska. Do XIX wieku w mieście nie było parafii katolickiej. Wzrost liczby katolików spowodował jednak, że w 1889 roku powołano parafię rzymskokatolicką pw. św. Marcina. Podlegała ona początkowo diecezji wrocławskiej, a po I wojnie światowej – diecezji berlińskiej. Po II wojnie światowej parafie protestanckie uległy likwidacji, a jedyna katolicka parafia w Kołobrzegu znalazła się w granicach administratury apostolskiej z siedzibą w Gorzowie Wielkopolskim. W 1972 roku rzymskokatolicka parafia kołobrzeska została włączona do diecezji koszalińskiej, nawiązującej tradycją do biskupstwa kołobrzeskiego. W latach 90. XX wieku po zniesieniu wielu ograniczeń administracyjno-prawnych w Kołobrzegu powołano kilka nowych parafii rzymskokatolickich, które wyodrębniły się z parafii konkatedralnej.
W Kołobrzegu działalność prowadzi również Ligmincha Polska, związek wyznaniowy tradycji bön.

## Administracja, samorząd i polityka

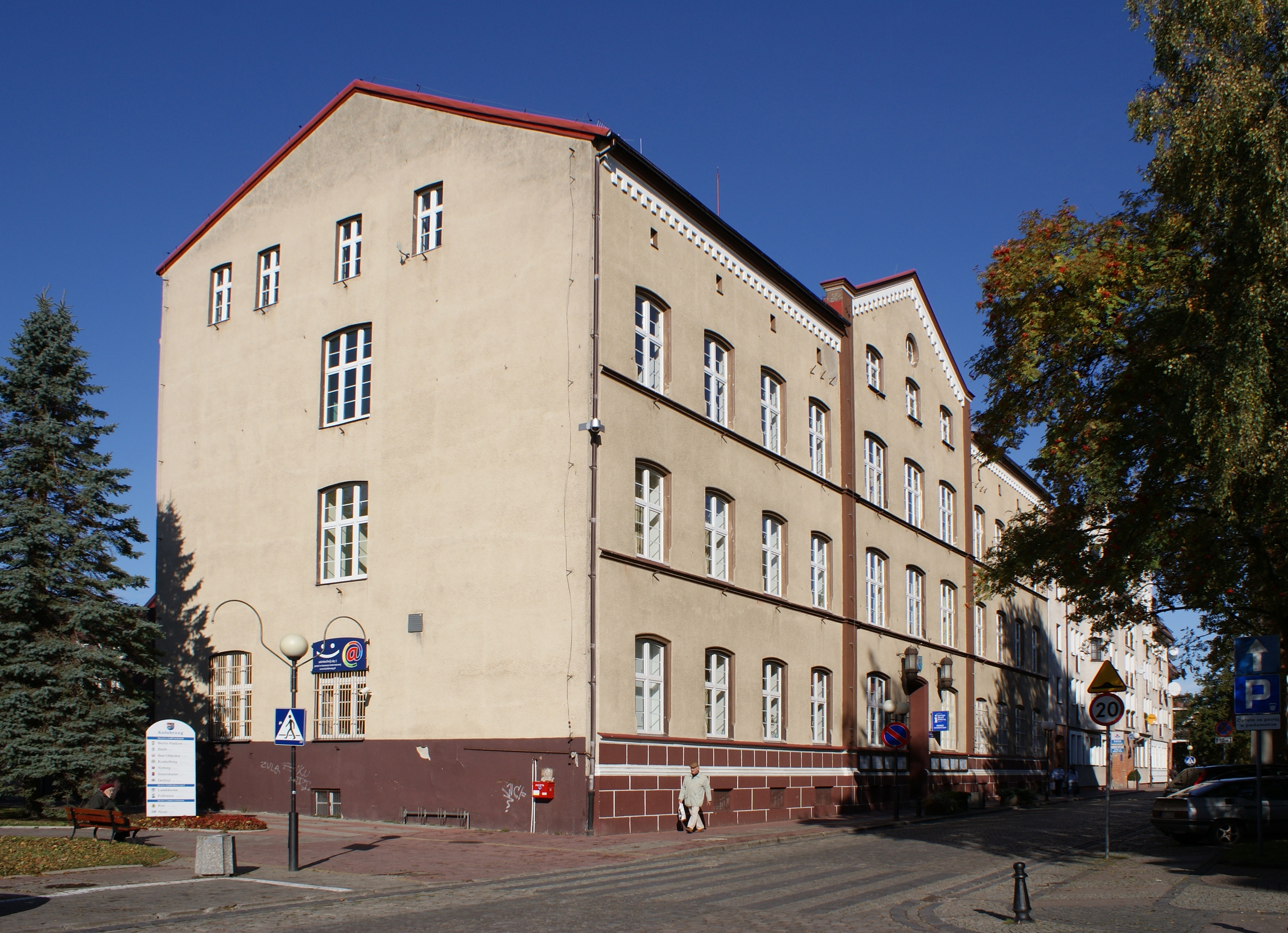
Siedziba urzędu miasta

Kołobrzeg ma status gminy miejskiej. Organem uchwałodawczym i kontrolnym jest Rada Miasta Kołobrzegu, w której zasiada 21 radnych, wybieranych w 4 okręgach wyborczych.
| Ugrupowanie                                    | Kadencja 2010–2014 | Kadencja 2014–2018 | Kadencja 2018–2024 | Kadencja 2024–2029 |
| ---------------------------------------------- | ------------------ | ------------------ | ------------------ | ------------------ |
| Sojusz Lewicy Demokratycznej                   | 5                  | 5                  | –                  | –                  |
| Kołobrzescy Razem                              | –                  | –                  | 8 (początkowo 10)  | –                  |
| Centroprawica                                  | –                  | –                  | –                  | 4                  |
| Nowy Kołobrzeg                                 | –                  | –                  | 5 (początkowo 4)   | –                  |
| Prawo i Sprawiedliwość                         | 1                  | –                  | 4 (początkowo 6)   | –                  |
| Platforma Obywatelska                          | 11                 | 7                  | –                  | –                  |
| Tak dla Kołobrzegu                             | –                  | –                  | –                  | 14                 |
| KWW Henryka Bieńkowskiego                      | 4                  | –                  | –                  | –                  |
| KWW W. Dymeckiej „Porozumienie dla Kołobrzegu” | –                  | 11                 | –                  | –                  |
| Klub Radnych Niezrzeszonych                    | –                  | 1                  | 4                  | –                  |
| Nasz Wspólny Kołobrzeg                         | –                  | 1                  | –                  | –                  |
| KWW Jacka Woźniaka                             | –                  | 1                  | 5                  | 3                  |

Organem wykonawczym władzy samorządowej od 1987 roku jest prezydent miasta. Kołobrzeg tytuł prezydenta miasta otrzymał w 1987 roku jako 1 z 11 miast, które nie posiadały wtedy wymaganej liczby 50 tys. mieszkańców. W 1990 roku, kiedy podwyższono wymagane kryterium do 100 tys. mieszkańców, tytuł prezydenta dla Kołobrzegu został zachowany.
Skład Rady Miasta 2018–2024: Kamil Barwinek, Maciej Bejnarowicz, Bartosz Bieńkowski, Bogdan Błaszczyk, Renata Brączyk, Artur Dąbkowski, Małgorzata Grotto, Adam Hok (do 2024), Jacek Kalinowski, Przemysław Kiełkowski, Piotr Lewandowski (do 2021), Zbigniew Malinowski (od 2021), Wiesław Parus, Krzysztof Plewko, Bogusław Połowniak (od 2022), Piotr Rzepka, Agnieszka Trafas (do 2022), Danuta Wilk, Karolina Szarłata-Woźniak, Jacek Woźniak, Dariusz Zawadzki, Izabela Zielińska, Łukasz Zięba.
Skład Rady Miasta 2024–2029: Kamil Barwinek, Bartosz Bieńkowski, Bogdan Błaszczyk, Renata Brączyk, Piotr Buda, Aneta Cieślicka, Barbara Drążek, Małgorzata Grotto, Andrzej Haraj, Zuzanna Hazubska, Jacek Kalinowski, Sandra Kielnik-Kałużna, Przemysław Kiełkowski, Dawid Krzysztofiak, Krzysztof Plewko, Claudia Rubanowicz, Ryszard Szufel, Adrian Tomicki, Jacek Woźniak, Dariusz Zawadzki, Izabela Zielińska.

### Prezydenci Kołobrzegu
- Jerzy Roszkiewicz (1976–1990: naczelnik, a od 1985 pierwszy prezydent miasta)
- Henryk Bieńkowski (1990–1998)
- Bogdan Błaszczyk (1998–2001)
- Zbigniew Błaszczuk (2001–2002)
- Henryk Bieńkowski (2002–2006)
- Janusz Gromek (2006–2018)
- Anna Mieczkowska (od 2018)[92]

W 2016 r. wykonane wydatki budżetu samorządu Kołobrzegu wynosiły 187,7 mln zł, a dochody budżetu 217,2 mln zł. Zobowiązania samorządu (dług publiczny) wynosiły 27,6 mln zł, co stanowiło 12,7% poziomu dochodów.
Mieszkańcy Kołobrzegu wybierają 21 radnych do Rady Miasta Kołobrzeg oraz 12 z 19 radnych do Rady Powiatu w Kołobrzegu (w 4 okręgach wyborczych).
Mieszkańcy wybierają radnych do sejmiku województwa w okręgu nr 3. Posłów na Sejm wybierają z okręgu wyborczego nr 40, senatora z okręgu nr 99, a posłów do Parlamentu Europejskiego z okręgu nr 13.
Miasto Kołobrzeg jest członkiem związków międzygminnych: Związek Miast i Gmin Morskich, Stowarzyszenie Gmin Uzdrowiskowych RP, Stowarzyszenie Gmin Polskich Euroregionu Pomerania, Związek Miast Polskich, Związek Miast i Gmin Dorzecza Parsęty, Stowarzyszenie Gmin, Powiatów i Województw „Droga S11”, Kołobrzeska Lokalna Grupa Rybacka, Zachodniopomorska Regionalna Organizacja Turystyczna.
Kołobrzeg jest siedzibą i obszarem właściwości Sądu Rejonowego w Kołobrzegu. Sprawy z zakresu ubezpieczeń społecznych oraz sprawy gospodarcze są rozpatrywane przez Sąd Rejonowy w Koszalinie. Miasto jest obszarem właściwości Sądu Okręgowego w Koszalinie. Kołobrzeg (właśc. powiat kołobrzeski) jest obszarem właściwości miejscowej Samorządowego Kolegium Odwoławczego w Koszalinie.

### Podział administracyjny

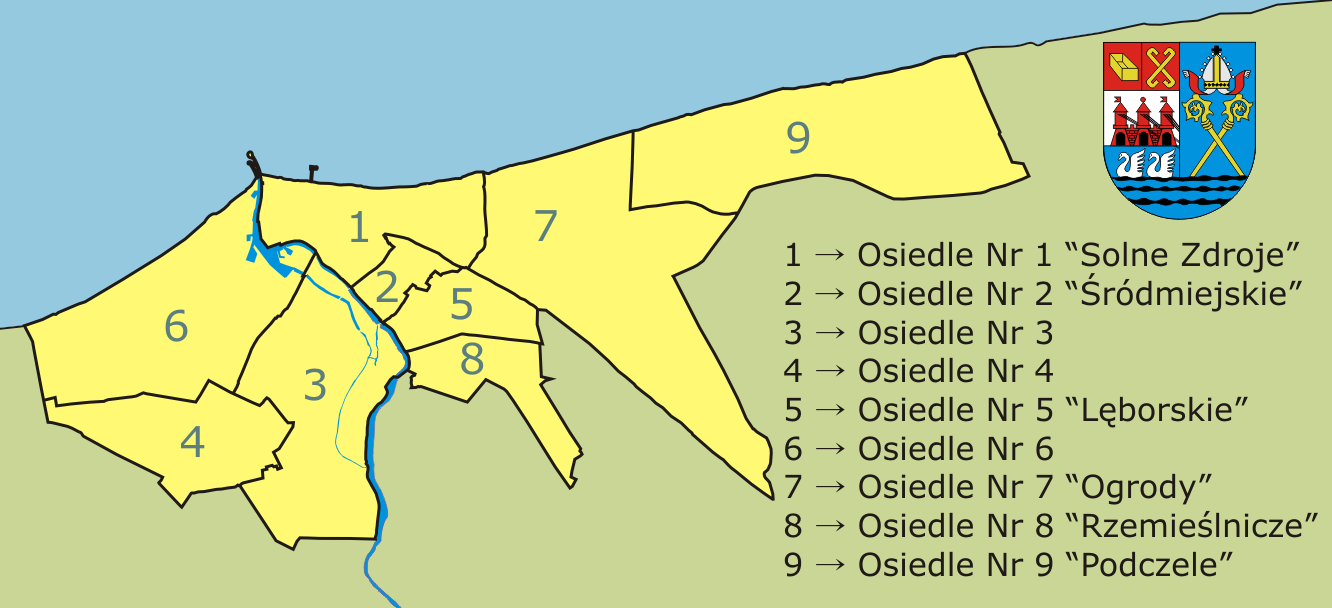
Podział administracyjny Kołobrzegu

Obszar miasta jest podzielony na 9 jednostek pomocniczych – osiedli.
Każde z osiedli posiada organy samorządowe. Organem uchwałodawczym każdego jest rada osiedla, która liczy 15 radnych. Organem wykonawczym jest zarząd osiedla w liczbie 5 osób spośród członków rady osiedla.
Rady osiedli mają wspierać i organizować inicjatywy społeczne w osiedlach. Ponadto są ciałem opiniodawczym.
| Jednostka pomocnicza         | Liczba uprawnionych do głosowania | Oddane Głosy |
| ---------------------------- | --------------------------------- | ------------ |
| Osiedle Nr 1 „Solne Zdroje”  | ?                                 | brak wyborów |
| Osiedle Nr 2 „Śródmiejskie”  | 7133                              | 109          |
| Osiedle Nr 3 „Zamoście”      | ?                                 | brak wyborów |
| Osiedle Nr 4 „Radzikowo I”   | 3437                              | 153          |
| Osiedle Nr 5 „Lęborskie”     | 6636                              | 139          |
| Osiedle Nr 6 „Zachodnie”     | ?                                 | brak wyborów |
| Osiedle Nr 7 „Ogrody”        | ?                                 | brak wyborów |
| Osiedle Nr 8 „Rzemieślnicze” | 256                               | 32           |
| Osiedle Nr 9 „Podczele”      | 1379                              | 135          |

W 2016 r. w osiedlach 1, 3, 6, 7 wybory nie zostały przeprowadzone z racji niewystarczającej ilości zgłoszonych kandydatów.

## Współpraca międzynarodowa
| Flaga     | Miasto/gmina     | Data nawiązania współpracy |
| --------- | ---------------- | -------------------------- |
| Finlandia | Pori             | lata 80. XX wieku          |
| Niemcy    | Pankow (Berlin)  | 1994-05-30                 |
| Niemcy    | Bad Oldesloe     | 1996-06-08                 |
| Niemcy    | Barth            | 2001-05-26                 |
| Szwecja   | gmina Simrishamn | 2001-05-26                 |
| Belgia    | Koekelberg       | 2004-03-22                 |
| Włochy    | Follonica        | 2006-05-14                 |
| Szwecja   | gmina Landskrona | 2005-04-29                 |
| Chorwacja | Opatija          | 2013-10-01                 |
| Wenezuela | Pampatar         | 2022-10-18                 |

## Bezpieczeństwo

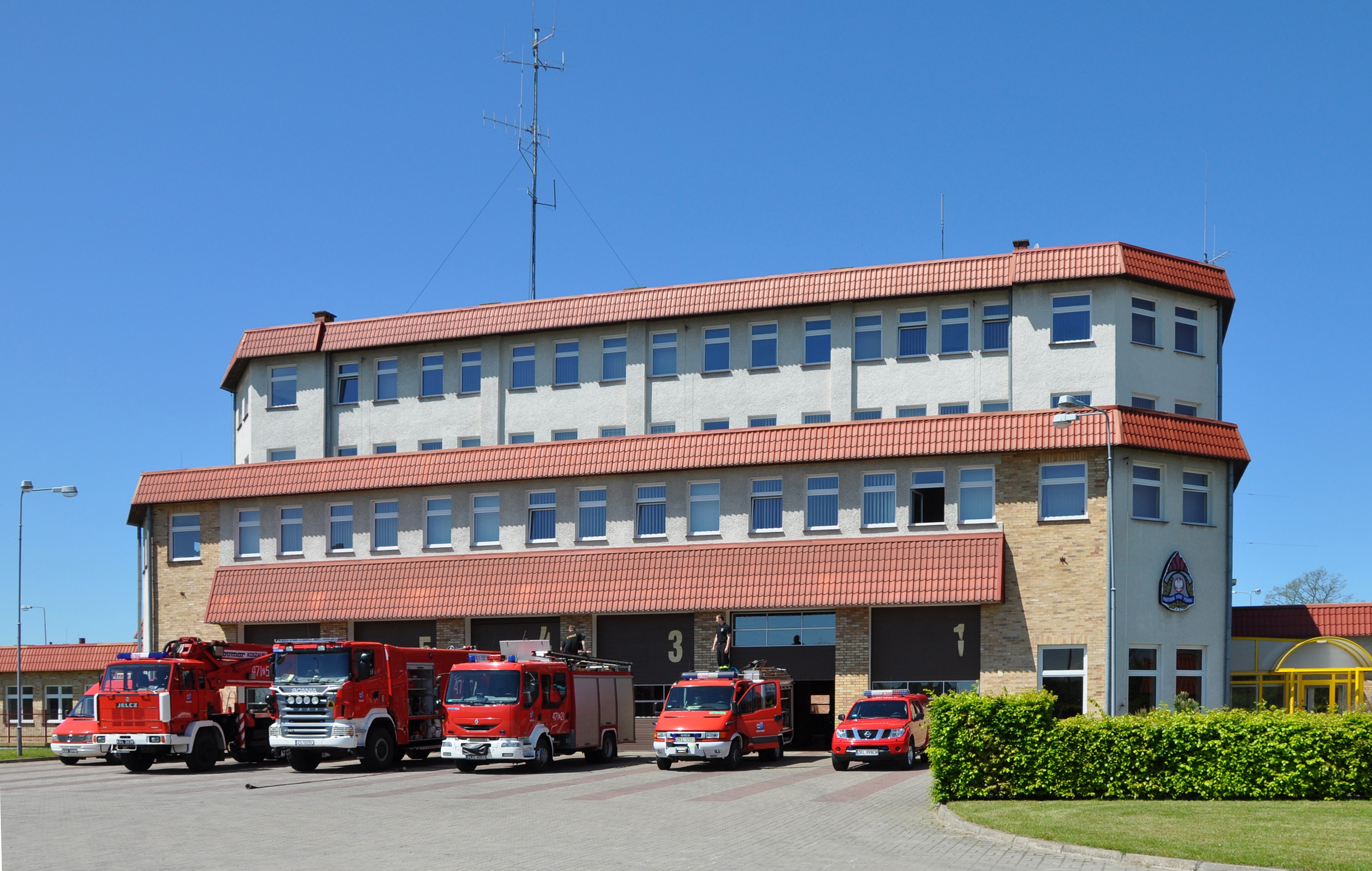
Komenda Powiatowa PSP

W Kołobrzegu mieści się Komenda Powiatowa Państwowej Straży Pożarnej, której obszarem działania jest cały powiat kołobrzeski. W jej strukturach działa jedna jednostka ratowniczo-gaśnicza PSP.
W mieście działa także specjalistyczna jednostka płetwonurków Ochotniczej Straży Pożarnej „Tryton”, której celem jest ratowanie ludzi na wodzie i pod wodą. Jednostka ta działa na terenie miasta, wód portowych, rzeki Parsęty oraz wód morskich przylegających do kąpieliska.

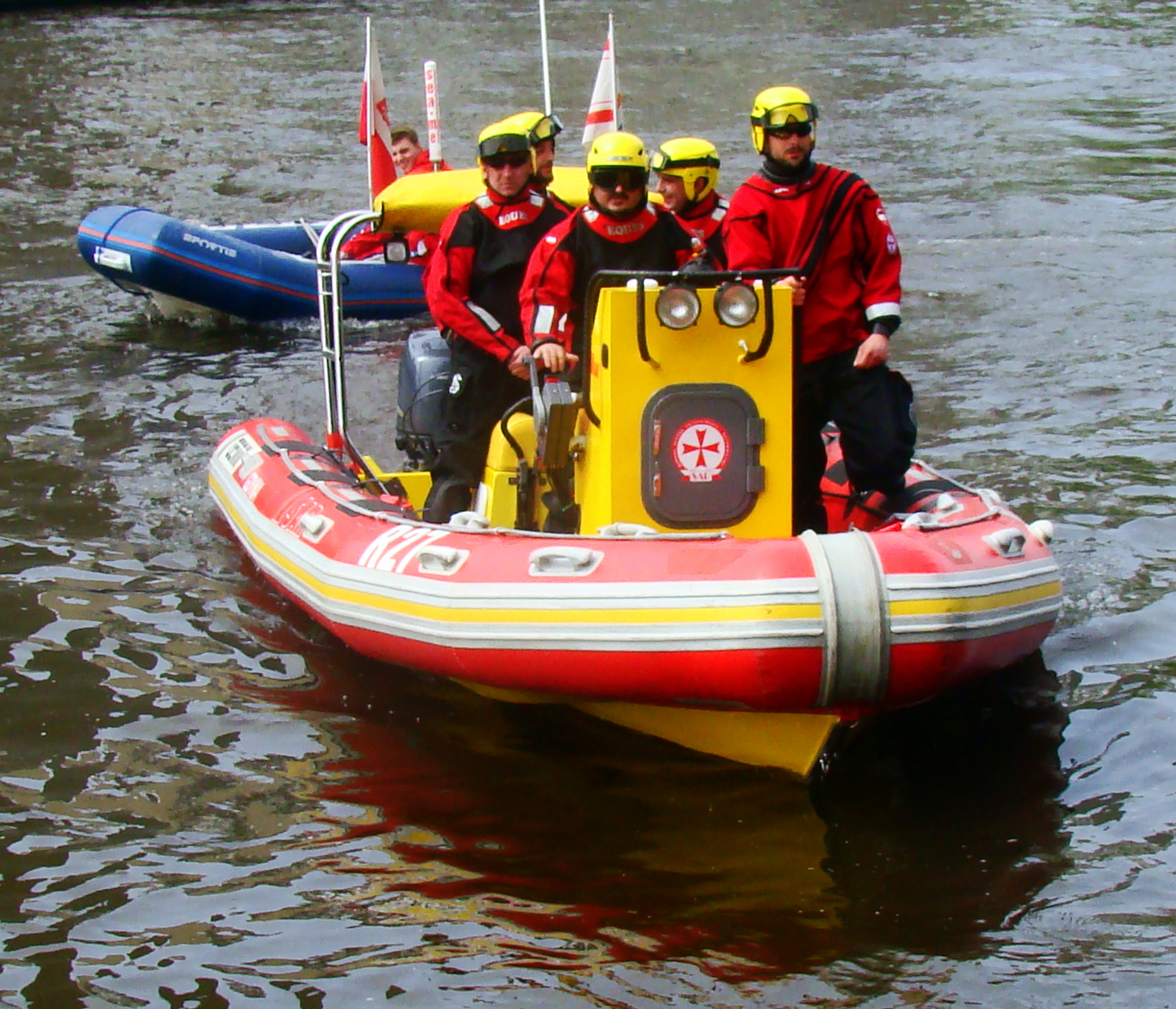
Zespół Służby SAR

W Kołobrzegu mieści się Brzegowa Stacja Ratownicza Służby SAR, która na swoim wyposażeniu posiada łódź ratowniczą, specjalistyczny samochód ratowniczy oraz sprzęt przeciw rozlewowy. Na nabrzeżu promowym w kołobrzeskim porcie cumuje morski statek ratowniczy Szkwał, którego załoga w ciągu 15 min. od zgłoszenia jest gotowa do akcji ratowania życia ludzkiego na morzu.
Komenda Powiatowa Policji w Kołobrzegu prócz miasta działa także na terenie innych gmin powiatu. Kołobrzeg posiada także straż miejską.
W Kołobrzegu stacjonuje placówka Straży Granicznej, która obsługuje morskie przejście graniczne w Kołobrzegu. Zasięgiem służbowym obejmuje powiat kołobrzeski i powiat białogardzki.
Do lat 90. XX wieku, w mieście stacjonowało dużo jednostek wojskowych, wciąż siedzibę ma w nim 8 Batalion Remontowy, który w 2013 roku został podporządkowany Dowódcy 1 Pomorskiej Brygady Logistycznej im. Króla Kazimierza Wielkiego w Bydgoszczy oraz Komendzie Punktu Bazowania Okrętów 8 Flotylli Obrony Wybrzeża w dawnym porcie wojennym.

## Opieka zdrowotna
W Kołobrzegu jest 20 aptek. W 2007 roku działało 18 niepublicznych zakładów opieki zdrowotnej oraz 1 Publiczny Zespół Opieki Zdrowotnej „Regionalny Szpital” podległy samorządowi terytorialnemu. Praktyki lekarskie w Kołobrzegu prowadziło 37 lekarzy. Regionalny Szpital w Kołobrzegu ma 15 oddziałów, doraźną pomoc medyczną, 3 zakłady diagnostyczne oraz 23 poradnie specjalistyczne. Kolejną dużą placówką ochrony zdrowia jest 117 Szpital Wojskowy z Przychodnią SP ZOZ, który posiada 17 poradni specjalistycznych i 4 pracownie specjalistyczne. Przy szpitalu tym mieści się Międzynarodowe Centrum Dializ z poradnią nefrologiczną.

## Honorowi obywatele Kołobrzegu
Lista osób, którym niemiecka rada miejska w Kolbergu nadała honorowe obywatelstwo miasta:
- Heinrich von Holleben (1784–1864) – pruski generał, w 1807 przyniósł wiadomość o pokoju w Tylży, który zakończył oblężenie, 1857
- Paul Heyse – niemiecki pisarz, autor dramatu Colberg, 1890
- Hermann Haken – burmistrz Kołobrzegu, nadburmistrz Szczecina
- Adolf Hitler

Lista osób, którym Rada Miasta Kołobrzeg nadała tytuł Honorowy Obywatel Miasta Kołobrzeg:
- Jan Paweł II – tytuł nadany 22 grudnia 2004 (a odczytany 22 maja 2005[132]) „za dawanie świadectwa prawdzie oraz pomoc udzielaną rodakom w najtrudniejszych przełomowych momentach dziejów Ojczyzny”[133]
- ks. bp Ignacy Jeż – nadano w 2007 roku „kierując się głęboką wdzięcznością [..] i w dowód uznania za zaangażowanie w rozwój Kościoła na terenie Diecezji Koszalińsko-Kołobrzeskiej, a w szczególności w Kołobrzegu”[134]
- ks. prałat Józef Słomski – nadano „kierując się głęboką wdzięcznością [..] i w dowód uznania za dokonania społeczne, a w szczególności za zaangażowanie w odbudowę Bazyliki Konkatedralnej pw. Wniebowzięcia NMP w Kołobrzegu”[135], klucze do miasta wręczono 11 listopada 2009 r.

## Zasłużeni dla Miasta Kołobrzegu
Lista osób, którym Rada Miasta Kołobrzeg nadała tytuł Zasłużony dla Miasta Kołobrzegu:
- prof. Lech Leciejewicz[136]
- Jan Olbryś[137]
- płk dypl. Zbigniew Szymański[138]
- Alex Lubawiński – przewodniczący Koła Przyjaciół Kołobrzegu w Berlinie Pankow[139]
- Piotr Dernowski[140]
- ks. prałat Józef Słomski
- Sebastian Karpiniuk